# Kirchenkreis Wuppertal
Der Kirchenkreis Wuppertal ist einer der 37 Kirchenkreise der Evangelischen Kirche im Rheinland. Er umfasst den größten Teil des Stadtgebiets von Wuppertal.

## Geschichte

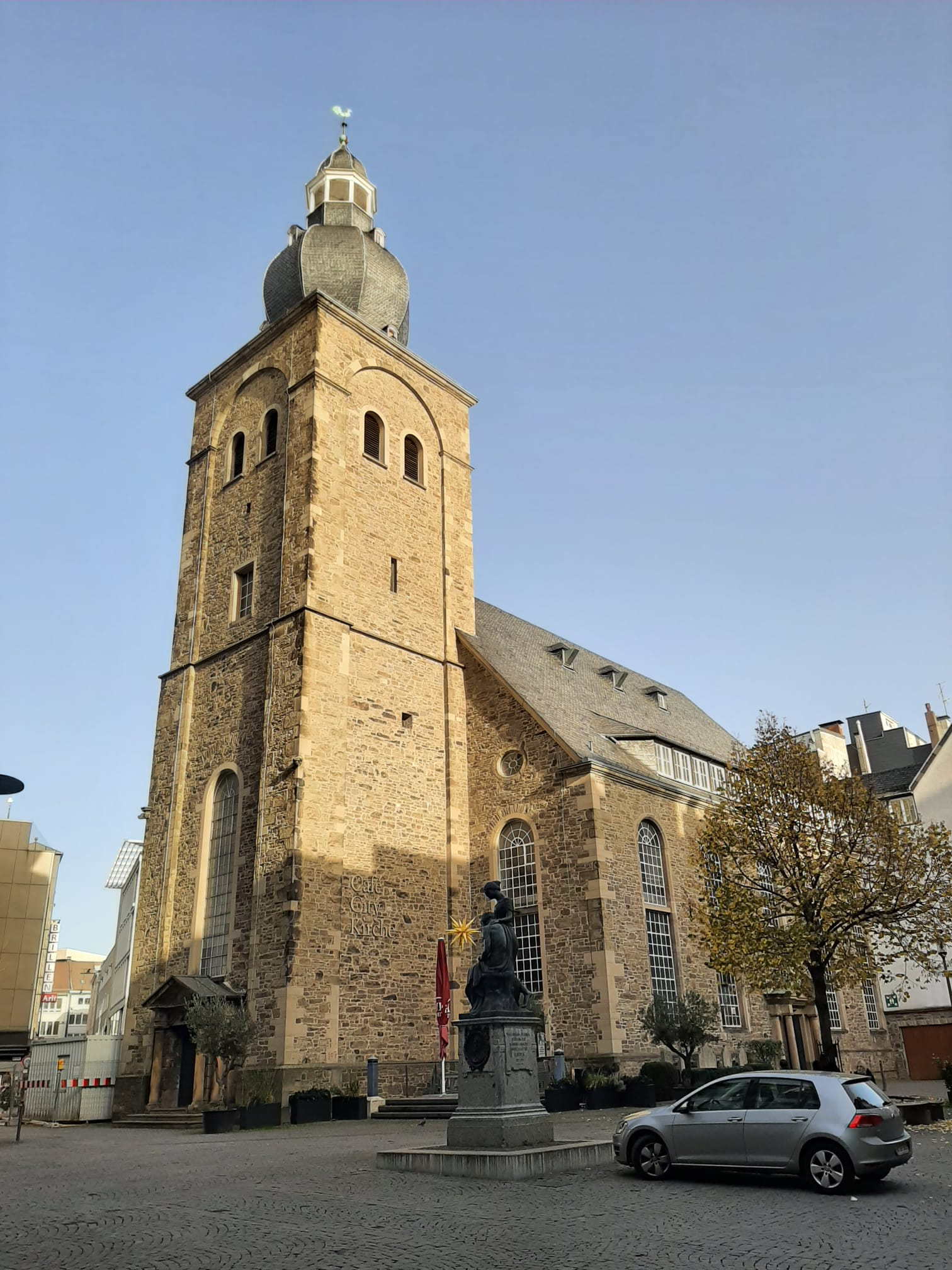
Die Alte reformierte Kirche Elberfeld, Hauptkirche des Kirchenkreises

Die erste kirchenkreisähnliche zentrale Verwaltungseinheit für die Prediger im Wuppertal wurde bereits in vorreformatorischer Zeit eingerichtet und entwickelte sich zum späteren Kirchspiel Elberfeld. Nach dessen Ende als kommunale Gebietskörperschaft 1845 wurden die Gemeinden Elberfelds, Barmens und Vohwinkels in den Gesamtverband des Kirchenkreises Elberfeld überführt. Die heute zu Wuppertal gehörenden ehemals westfälischen Stadtteile Langerfeld und Nächstebreck blieben noch beim Kirchenkreis Hagen.
Der Kirchenkreis Elberfeld wurde im Zuge der Neuordnung des evangelischen Kirchenwesens in der (1822 vereinigten) Rheinprovinz 1817 gemeinsam mit den anderen Kirchenkreisen gegründet. Er umfasste anfangs den gesamten Kreis Elberfeld sowie den größten Teil des Kreises Mettmann. Das Gebiet entsprach weitgehend der schon 1610 durch die Duisburger Generalsynode gegründeten Classis Elberfeld.
Die sprunghafte Bevölkerungsentwicklung Mitte des 19. Jahrhunderts bedeutete für den Kirchenkreis einen enormen Verwaltungsaufwand. Zweigstellen der Hauptverwaltung wurden in Barmen an der heutigen Pauluskirchstraße und der Sternstraße in Oberbarmen errichtet. 1878 wurde der Kirchenkreis Niederberg, 1898 der Kirchenkreis Barmen aus dem Kirchenkreis herausgelöst. Mit der Stadtgründung 1929 wurden nunmehr auch die Kirchengemeinden in Langerfeld, Nächstebreck und Beyenburg in den Kirchenkreis Barmen überführt, die beiden Gemeinden Cronenbergs und die beiden Gemeinden Ronsdorfs kamen zum Kirchenkreis Elberfeld. 1975 folgte schließlich im Rahmen des Düsseldorf-Gesetzes die Eingemeindung Dönbergs und Schöllers nach Wuppertal, allerdings blieben diese Randlagen Teil des Kirchenkreises Niederberg. Am 20. März 2004 beschlossen die Kreissynoden Elberfelds und Barmens schließlich die Bildung des neuen Kirchenkreises Wuppertal.
Der Kirchenkreis Wuppertal entstand zum 1. Januar 2005, die Leitung des neuen Kirchenkreises übernahm der Barmer Superintendent Manfred Rekowski. Im Dezember 2012 wurde Pfarrerin Ilka Federschmidt, bis dato Synodalassessorin im Kirchenkreis, erste hauptamtliche Superintendentin des Kirchenkreises. Er zählte im Oktober 2016 99.700 Mitglieder und gehört damit zu den zehn größten Kirchenkreisen der Evangelischen Kirche im Rheinland.

## Mitgliederstatistik
Laut der Volkszählung 1987 waren damals eine absolute Mehrheit 50,4 % – 178.700 der 354.400 – Einwohner evangelisch. Die Zahl der evangelische Kirchenmitglieder ist seitdem gesunken. Anfang 2019 hatte der Kirchenkreis Wuppertal 340.300 Einwohner, davon 27,2 % (92.700) Protestanten. Anfang 2023 lebten im Gebiet des Kirchenkreises 340.900 Einwohner, davon 23,9 % Protestanten.

## Gemeinden
Zum Kirchenkreis gehören (Stand Februar 2025) 17 Kirchengemeinden:

### Beyenburg-Laaken
Die Kirchengemeinde Beyenburg-Laaken entstand im Oktober 2003 als Zusammenschluss der beiden bis dahin eigenständigen Kirchengemeinden Beyenburg mit Laaken-Blombacherbach und zählte im Juni 2016 2.099 Mitglieder. Sie umfasst im Wesentlichen die Ortsteile Beyenburg-Mitte, Herbringhausen und Hammesberg, und verfügt über zwei Kirchen und zwei Gemeindezentren. Auch der Friedhof Am Kriegermal ist als letzter Friedhof in Wuppertal noch in Trägerschaft der Kirchengemeinde.
Im Rahmen der Umstrukturierung der Evangelischen Wuppertaler Kirchengemeinden in zusammengeschlossene "Weggemeinschaften" ist der Zusammenschluss der Kirchengemeinde Beyenburg-Laaken mit den Kirchengemeinden Heckinghausen sowie Reformiert und Evangelisch Ronsdorf ab 2030 vorgesehen, aufgrund innergemeindlichen Widerstandes der Gemeinden in Ronsdorf und Beyenburg ist eine endgültige Entscheidung erst zur Novembersynode 2023 zu erwarten.

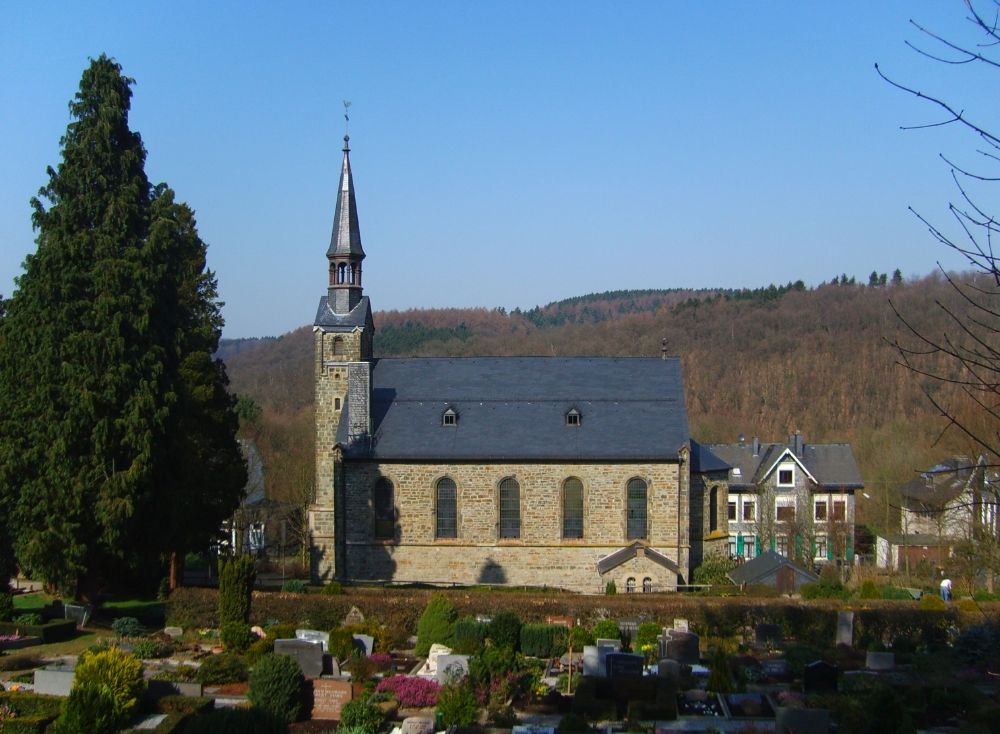
Kirche am Kriegermal
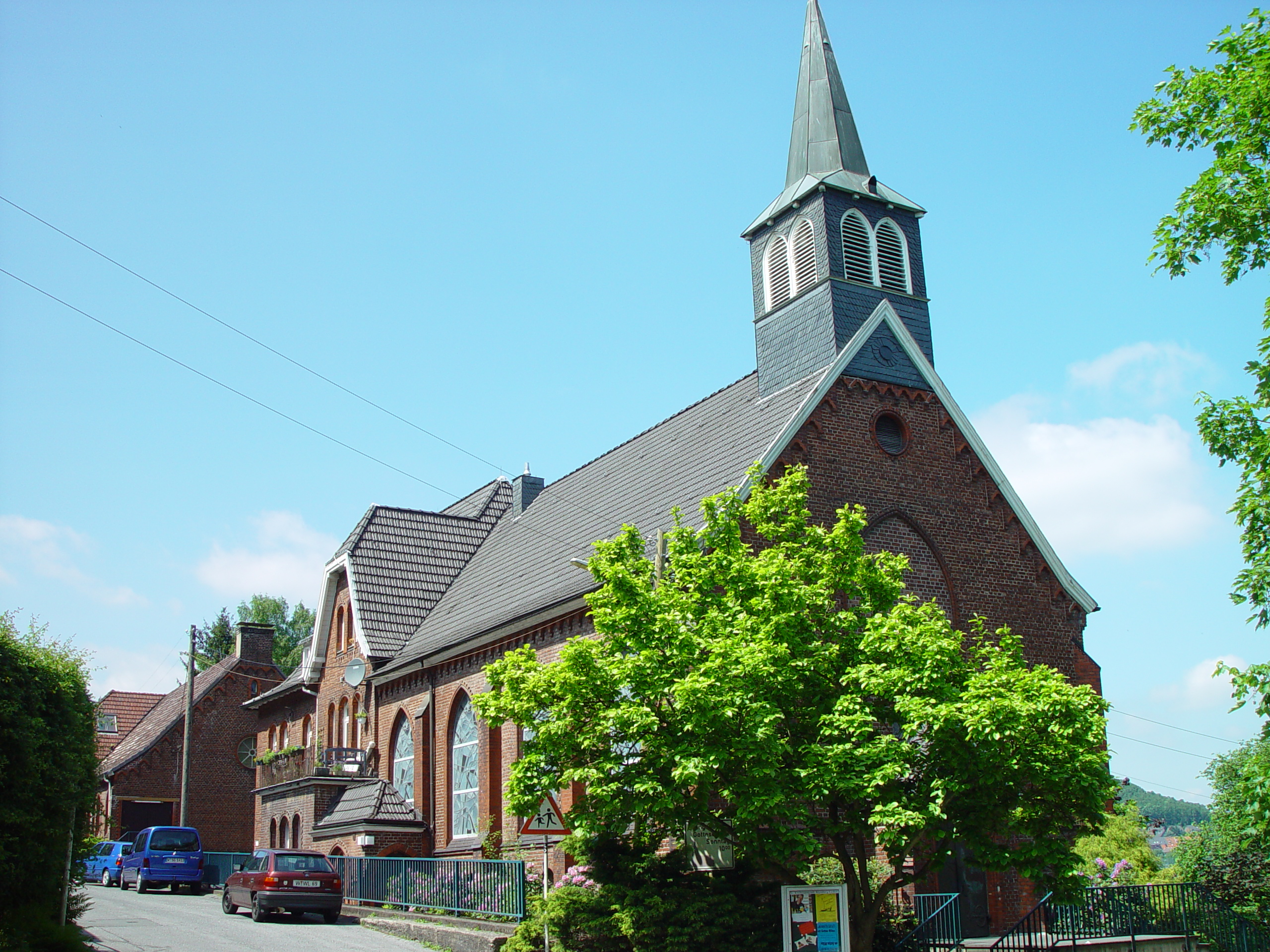
Laaker Kirche

### Cronenberg-Küllenhahn
Die Geschichte der Kirchengemeinde Cronenberg reicht bis zum Jahr 1582 zurück, als die Reformierte Gemeinde Cronenberg gegründet wurde. Die Cronenberger Lutheraner wurden noch bis zur Gemeindegründung 1773 von Solingen betreut. 1955 trennte sich die Gemeinde Küllenhahn ab und wurde selbständig, 2003 folgte die Vereinigung der Evangelisch-Lutherischen mit der Reformierten Gemeinde zur Evangelischen Kirchengemeinde Cronenberg, welcher Mitte 2016 7.342 Mitglieder angehören. Im Januar 2024 schlossen sich die Kirchengemeinden Cronenberg und Küllenhahn wieder zusammen.
Die Gemeinde umfasst die Ortsteile Hahnerberg, Cronenberg-Mitte, Sudberg, Küllenhahn und den Wuppertaler Teil der Kohlfurth. Sie verfügt über zwei Kirchen und zwei Gemeindehäuser sowie über einen Gottesdienstsaal in der mittlerweile zum Kindergarten umgebauten Friedenskirche.

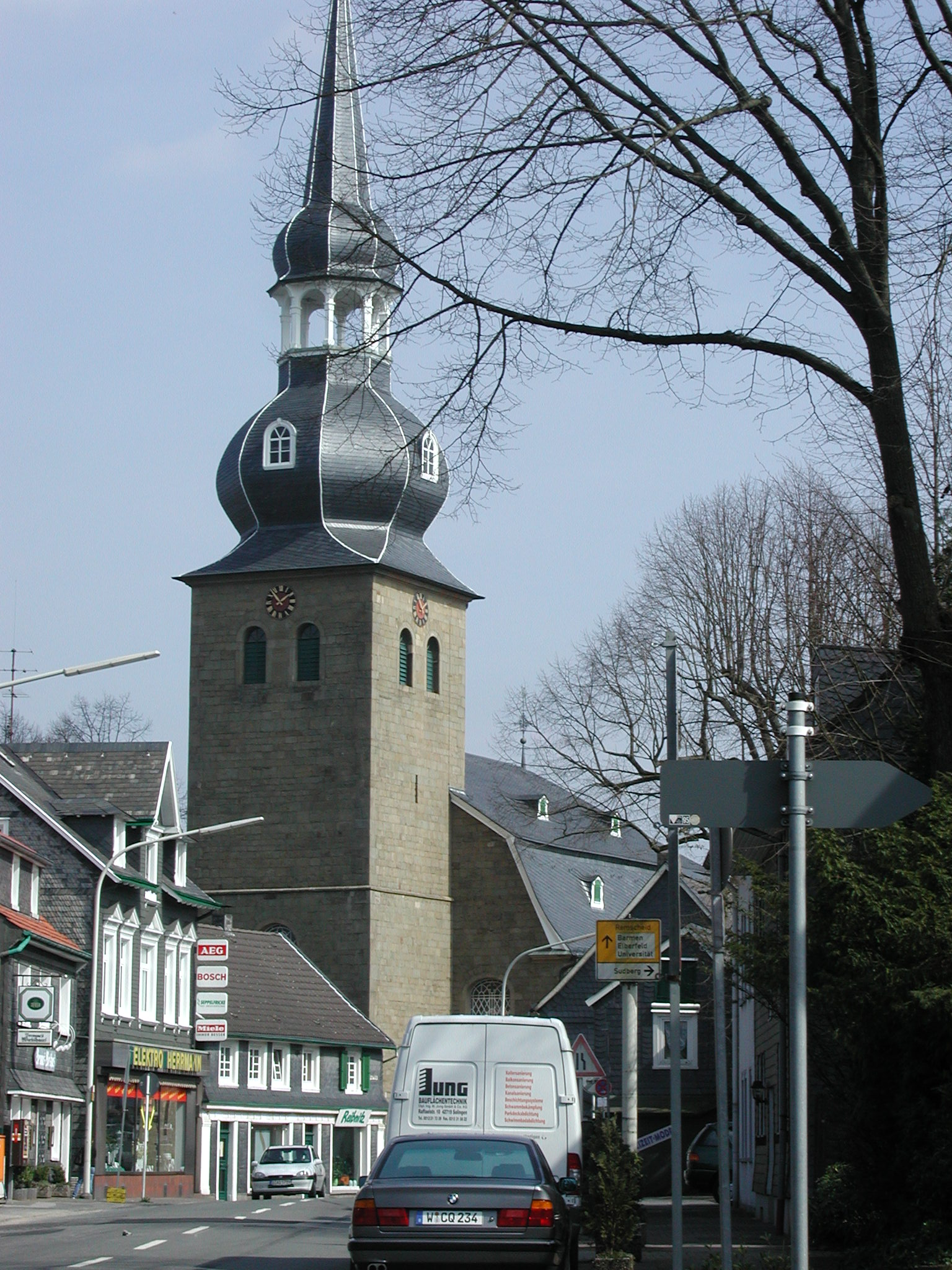
Reformierte Kirche Cronenberg
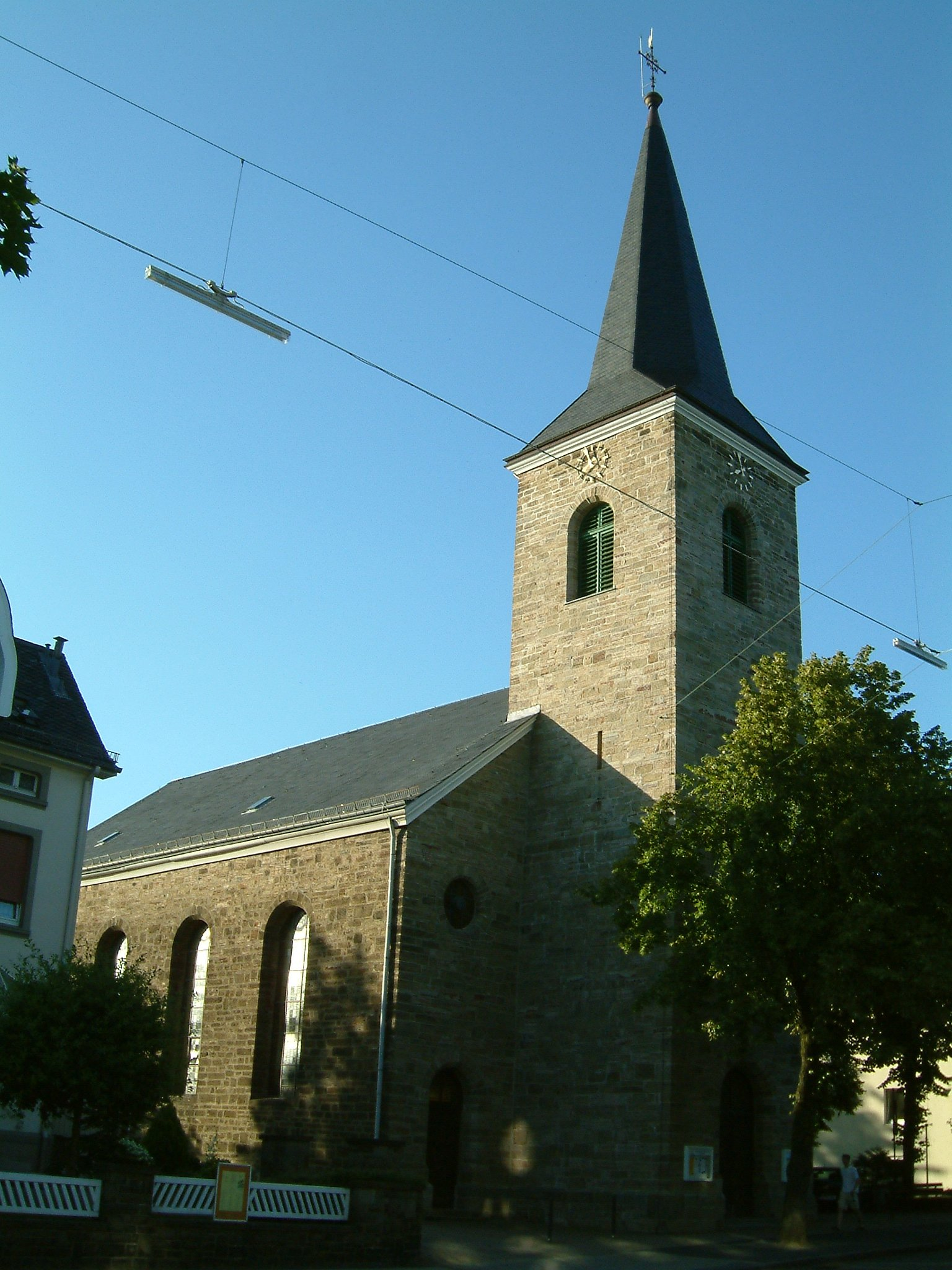
Zentrum Emmaus, ehemalige Emmauskirche
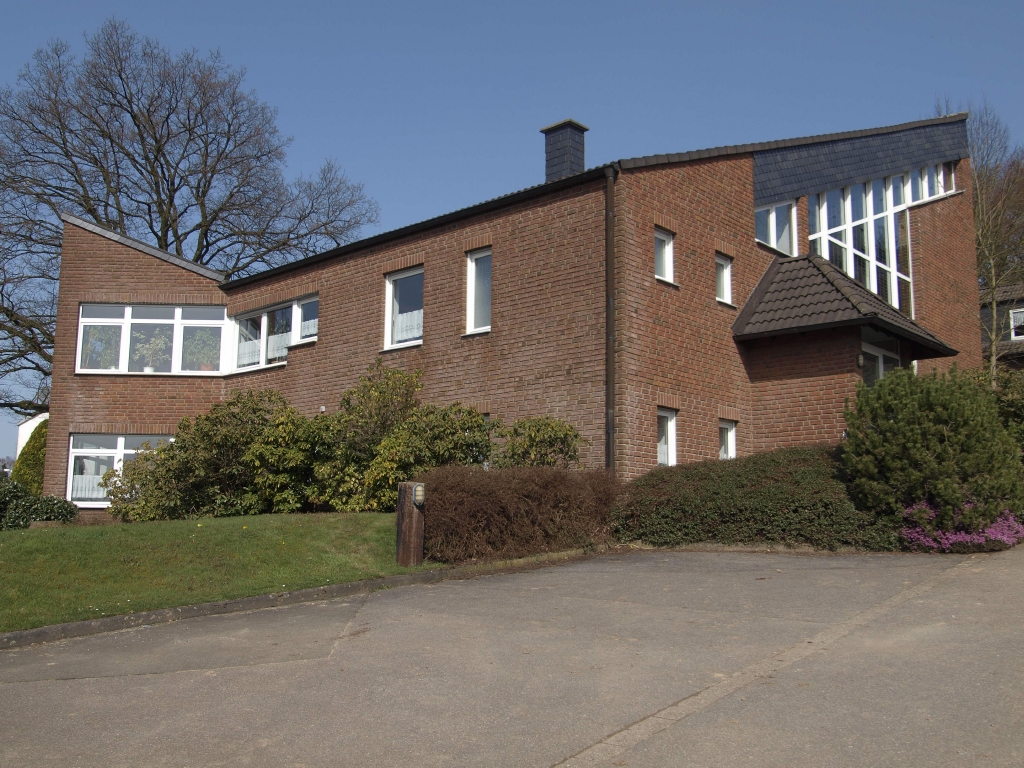
Nikodemuskirche
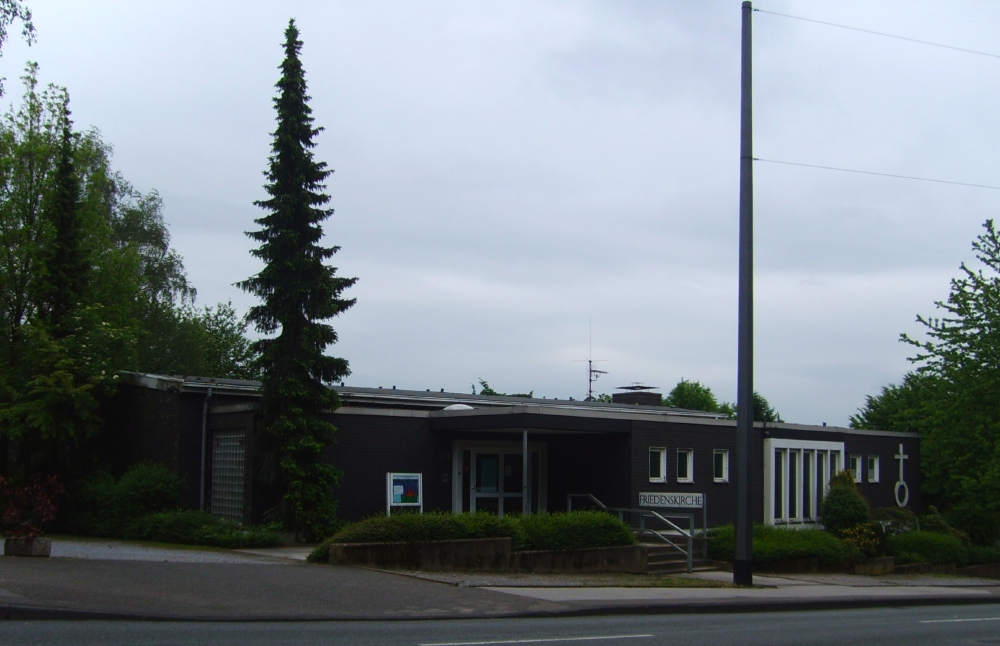
Ehemalige Friedenskirche, heute Kindergarten mit Gemeindesaal
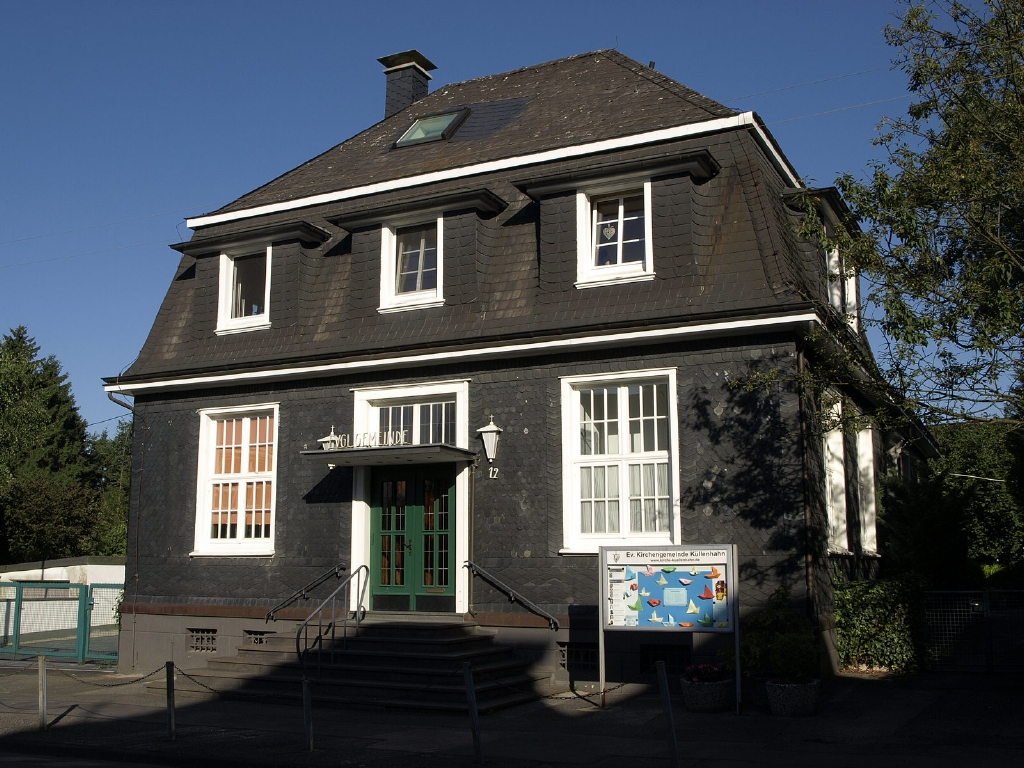
Kirchsaal Küllenhahn

### Elberfeld-Nord
Die Kirchengemeinde Elberfeld-Nord entstand 1981 durch Zusammenschluss der Evangelisch-Lutherischen Auferstehungskirchengemeinde am Katernberg und der Reformierten Kirchengemeinde Elberfeld-Nord. Im Januar 2003 folgte der Anschluss der lutherischen Kreuzkirchengemeinde, seit 2005 ist auch die Evangelisch-lutherische Kirchengemeinde am Kolk Teil der Großgemeinde. Mit 10.047 Mitgliedern Mitte 2016 ist die Gemeinde Elberfeld-Nord nach Mitgliederzahl die größte der Gemeinden im Kirchenkreis. Sie umfasst im Wesentlichen Teile von Elberfeld-Mitte sowie die Nordstadt, Nevigeser Straße, den Eckbusch sowie Siebeneick und verfügt über fünf Gottesdienststätten.
Ab 2030 ist der Zusammenschluss der Gemeinde Elberfeld-Nord zur Weggemeinschaft zusammen mit den Kirchengemeinden Uellendahl-Ostersbaum, Elberfeld-West und Südstadt vorgesehen.

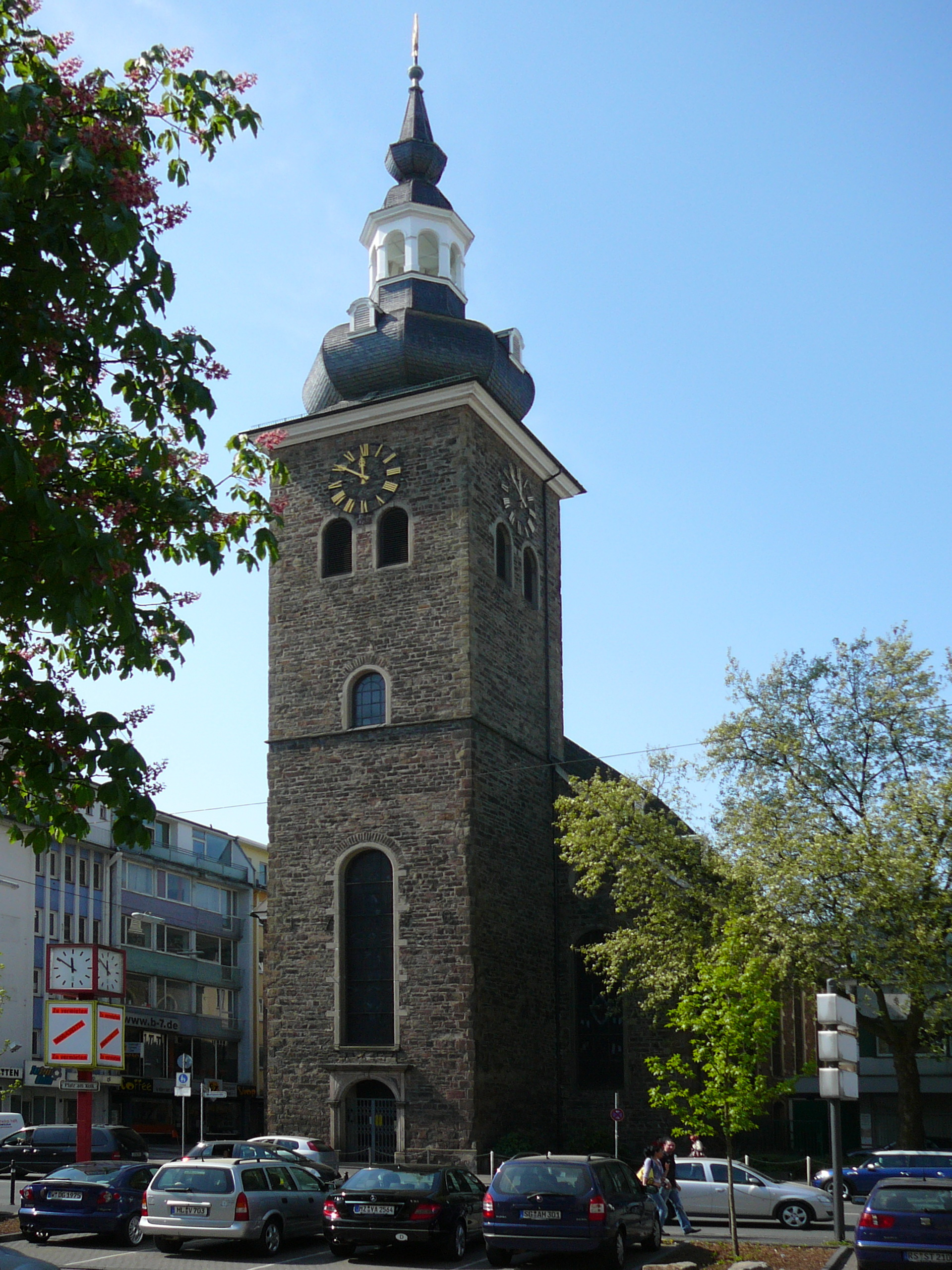
Kirche am Kolk
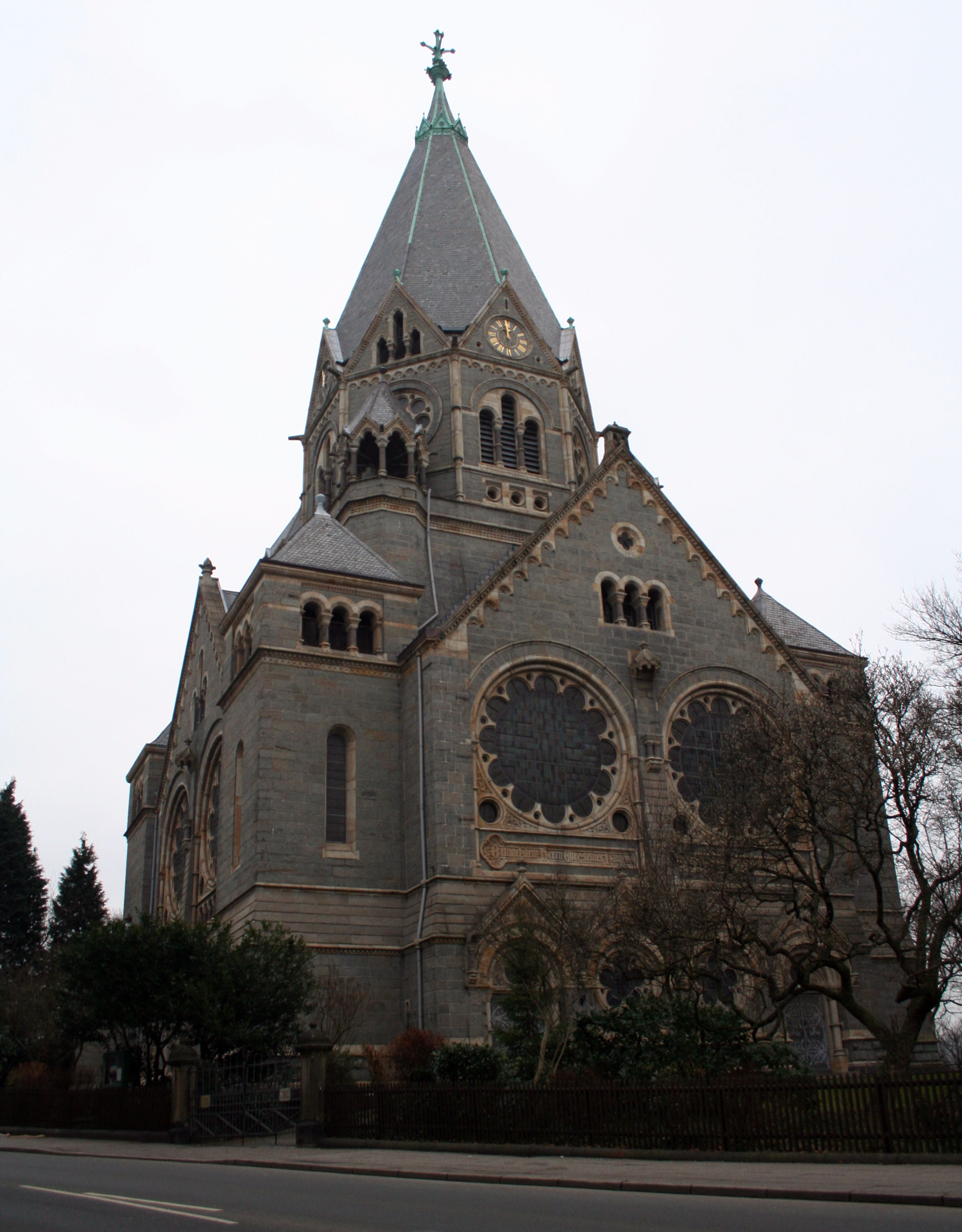
Friedhofskirche
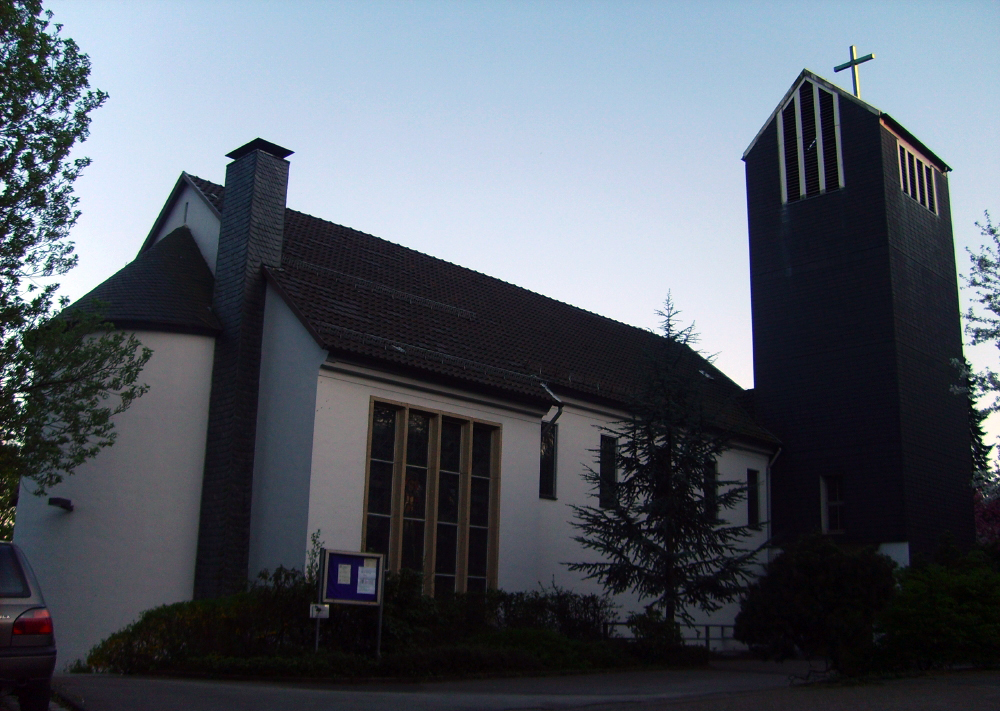
Auferstehungskirche
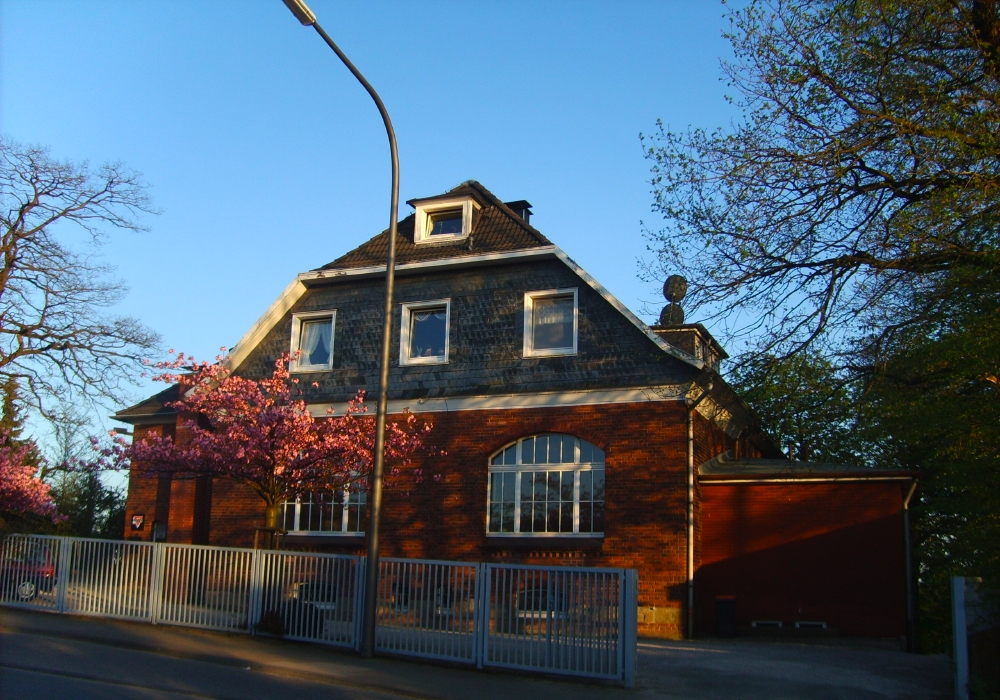
Katernberger Vereinshaus
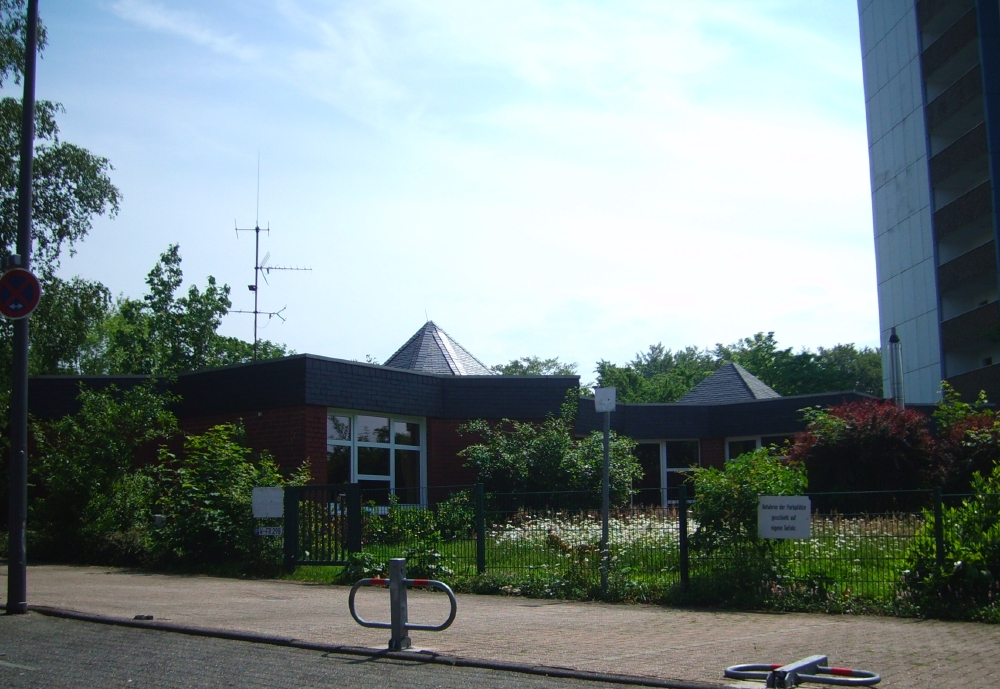
Gemeindezentrum Eckbusch

### Elberfeld-Südstadt
Die Elberfelder Südstadtgemeinde entstand bei der Teilung der reformierten Gemeinde Elberfelds 1964 aus dem ehemaligen Südbezirk. Die ehemals lutherische Christuskirchengemeinde Elberfeld-Süd entstand durch Teilung der Lutherischen Gemeinde Elberfelds in sechs Gemeinden. Schon 1970 vereinigten sich beide Gemeinden zur Evangelischen Kirchengemeinde Elberfeld-Südstadt mit zwei Kirchen und einem Gemeindezentrum. Im Juni 2016 zählte die Gemeinde 6.848 Mitglieder; sie umfasst die Südstadt, den Grifflenberg sowie Teile des Friedrichsbergs.
Ab 2030 ist der Zusammenschluss zur Weggemeinschaft mit den Gemeinden Uellendahl-Ostersbaum, Elberfeld-West und -Nord vorgesehen.

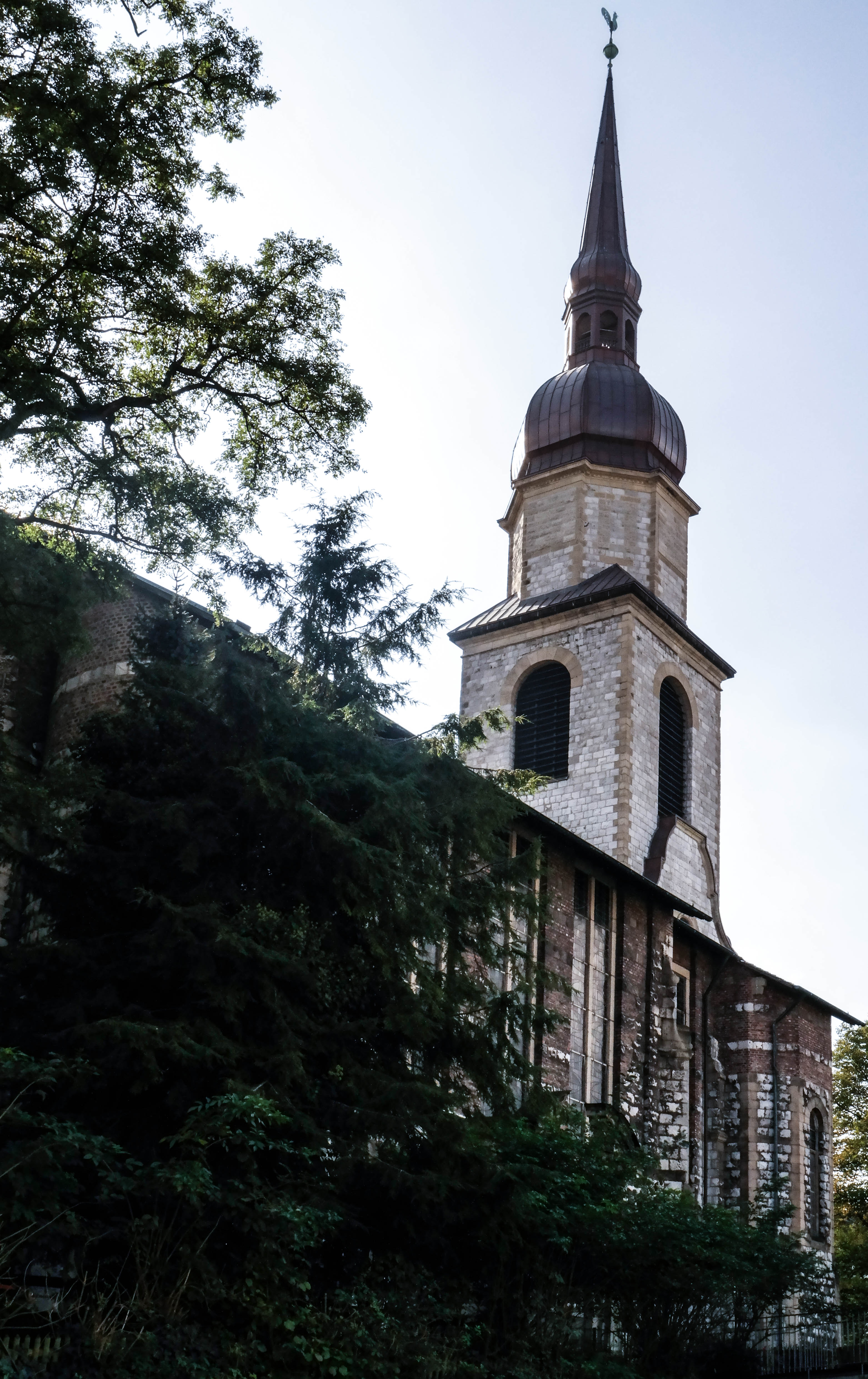
Christuskirche
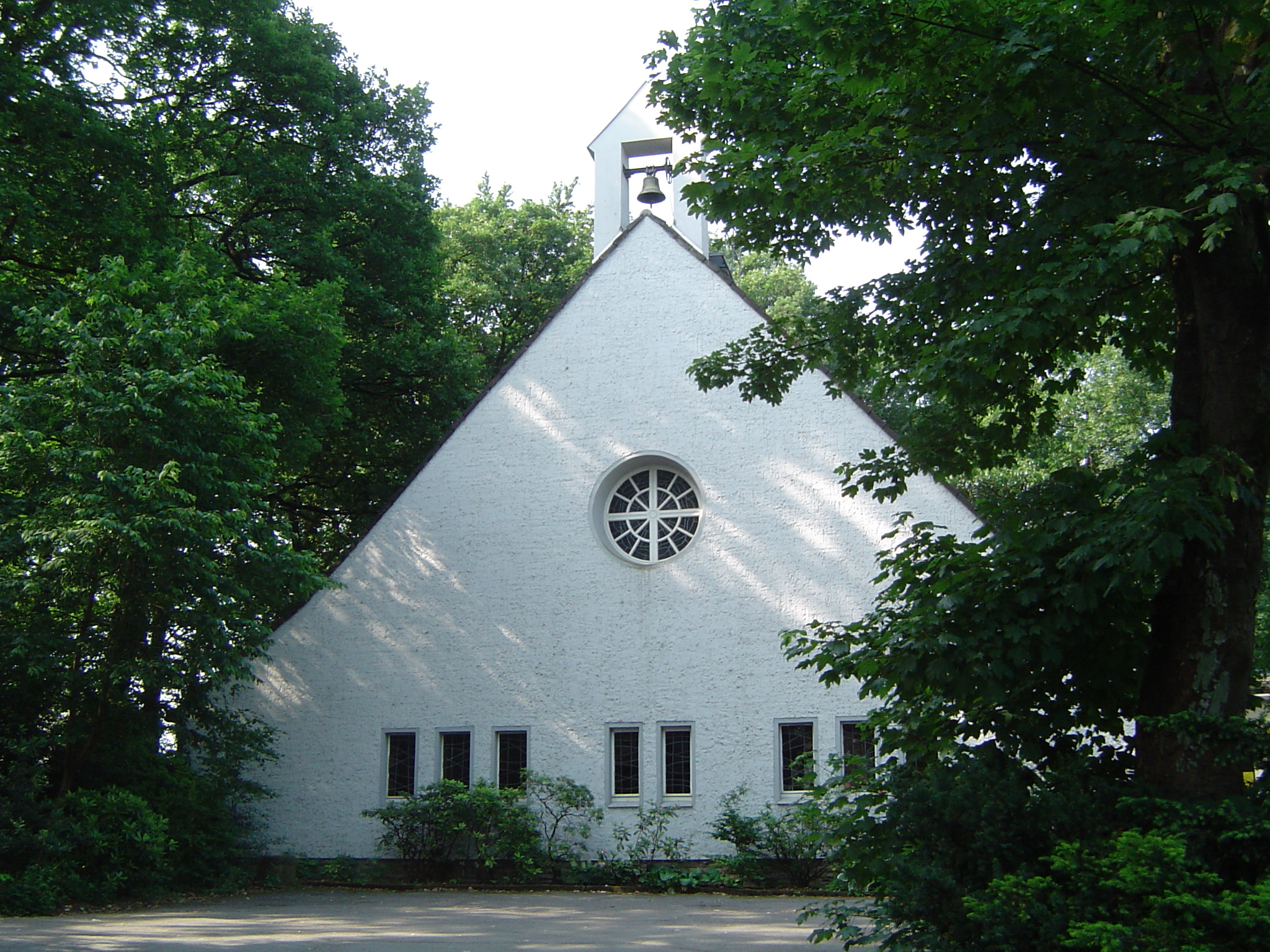
Johanneskirche

### Elberfeld-West
Die Evangelische Kirchengemeinde Elberfeld-West entstand am 1. Januar 1981 aus Teilen der lutherischen Auferstehungskirchengemeinde am Katernberg und der reformierten Kirchengemeinde Elberfeld-Mitte. Wenig später folgte die lutherische Trinitatiskirchengemeinde am Arrenberg. Mitte 2016 gehören der Gemeinde 5.163 Mitglieder an, sie verfügt über eine letzte verbliebene Kirche am Ostende des Gemeindegebiets sowie das ehemalige Gemeindezentrum der Trinitatiskirche. Zum Gebiet der Gemeinde gehören Teile von Elberfeld-Mitte, der Arrenberg, der Nützenberg, die Varresbeck und das Villenviertel Brill.
Ab 2030 ist der Zusammenschluss zur Weggemeinschaft mit den Kirchengemeinden Uellendahl-Ostersbaum, Elberfeld-Nord und Südstadt vorgesehen.

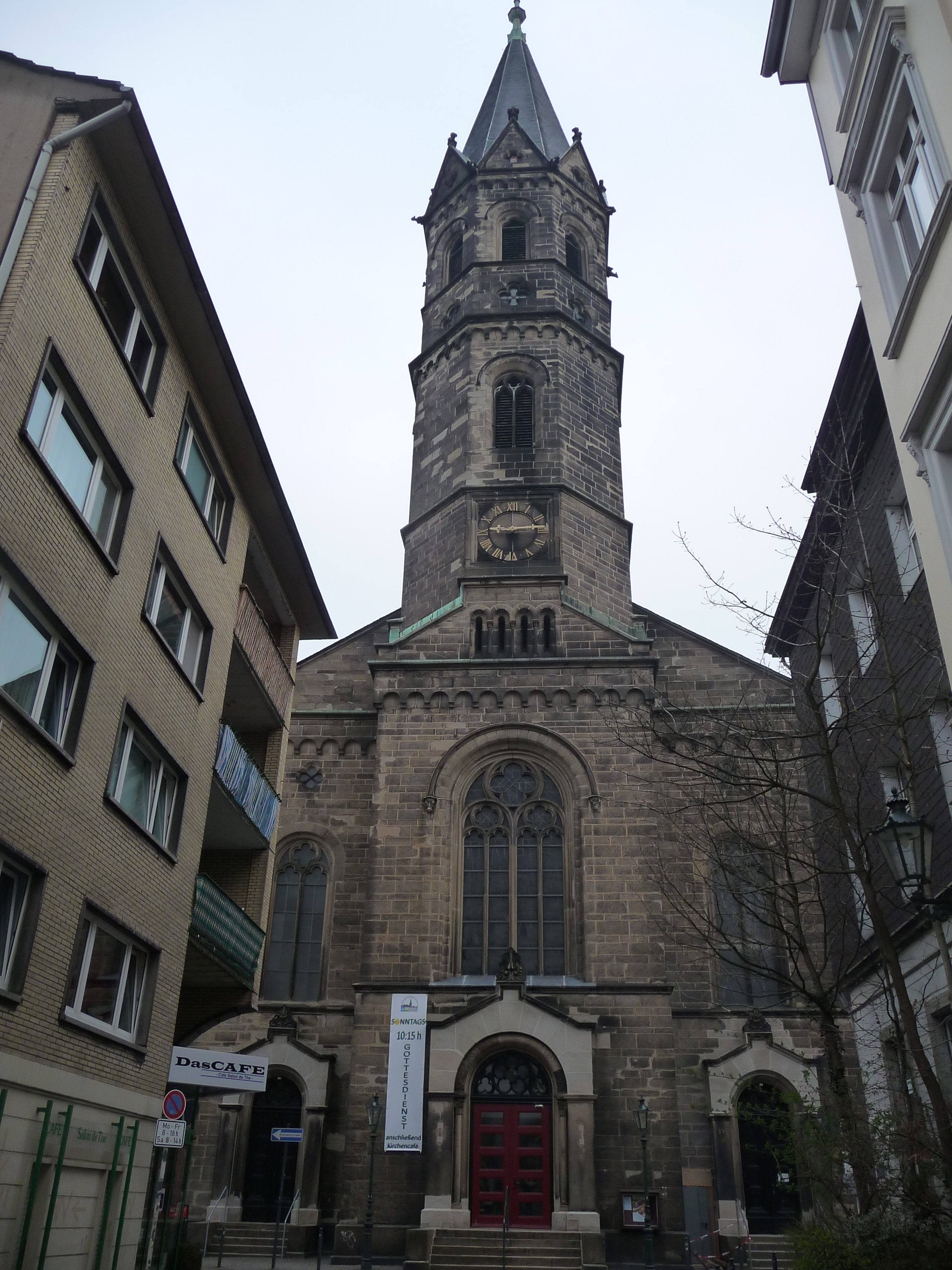
Neue reformierte Kirche (Sophienkirche)

### Gemarke-Wupperfeld
Die Evangelische Kirchengemeinde Gemarke-Wupperfeld in Barmen entstand 2008 durch Fusion der bis dahin in einem gemeinsamen und von Gemarke dominierten Gemeindeverbandes organisierten vier Kirchengemeinden Gemarke, Wupperfeld, Heidt und Hatzfeld. Sie ist mit 9.437 Gemeindemitgliedern im Juni 2016 die nach Mitgliederzahlen zweitgrößte Gemeinde im Kirchenkreis Wuppertal. Die die Ortsteile Hatzfeld, Barmen-Mitte, Oberbarmen-Schwarzbach und den Heidt umfassende Kirchengemeinde erlangte mit der kirchenmusikalischen Tradition der 2014 geschlossenen Alten Kirche Wupperfeld und dem Wirken diverser hochrangiger Kirchenmusiker wie Joachim Dorfmüller und Winfried Pesch überregionale Bekanntheit. Nach Durchsetzung eines rigorosen Sparkurses innerhalb der weiterhin deutlich von der Gemarker Kirche aus dominierten Kirchengemeinde verfügt sie nach Schließung der Alten Kirche Wupperfeld und der Hatzfelder Kirche noch über zwei Kirchen mit zwei Gemeindehäusern sowie einen Kirchsaal in Oberbarmen.
Ab 2030 ist der Zusammenschluss zur Weggemeinschaft mit den benachbarten Kirchengemeinden Unterbarmen und Unterbarmen-Süd vorgesehen.

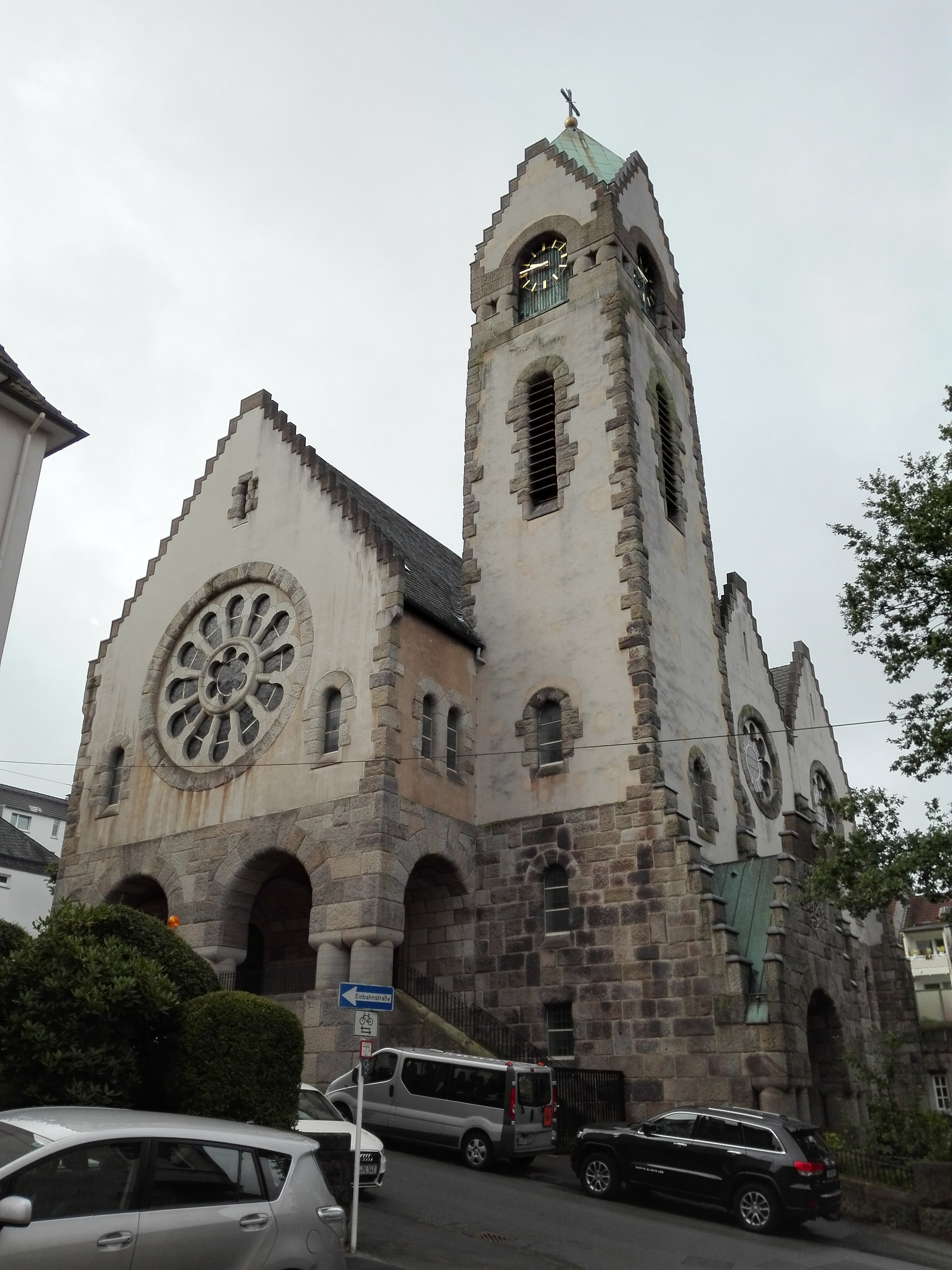
Lutherkirche
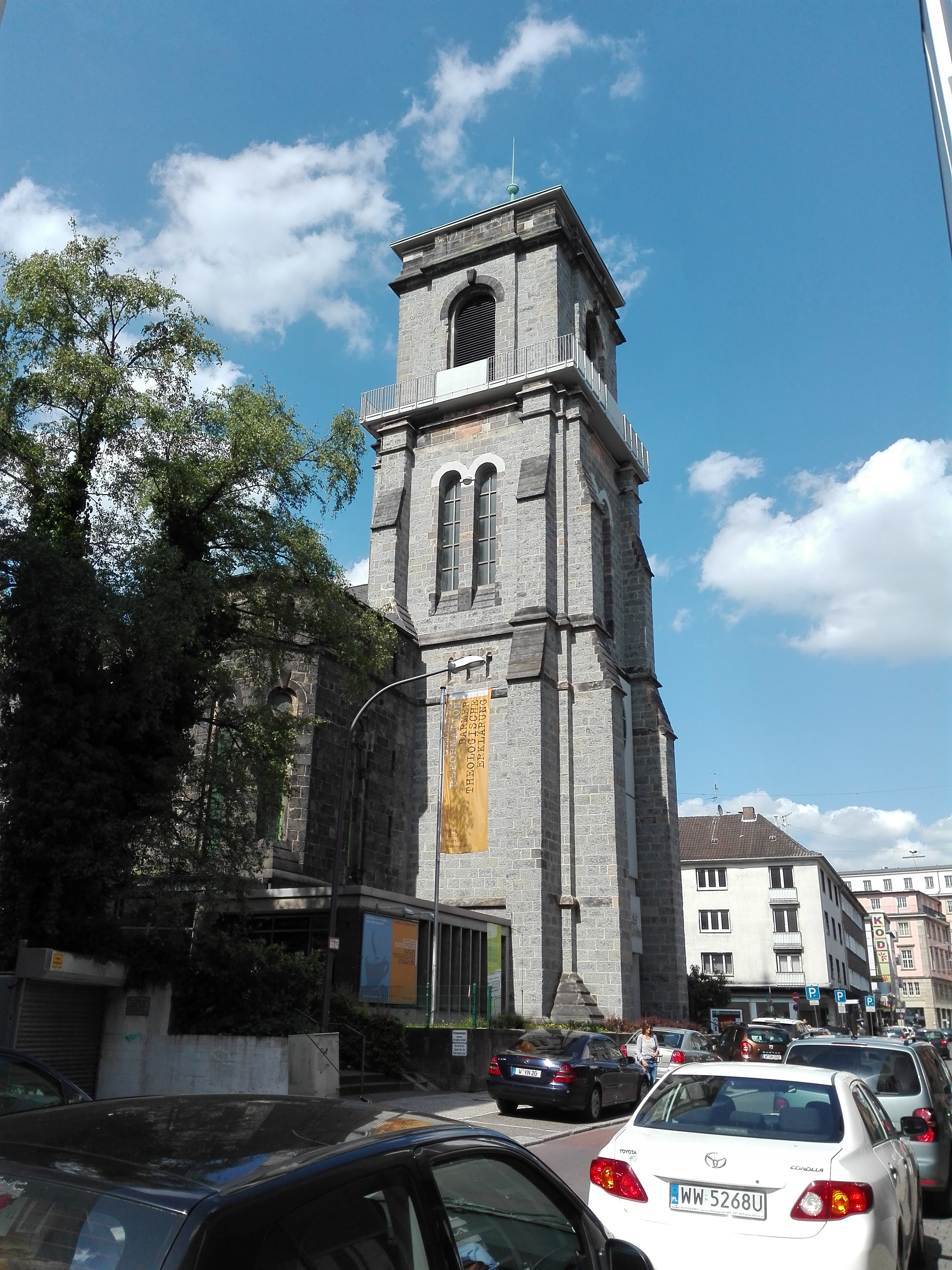
Gemarker Kirche
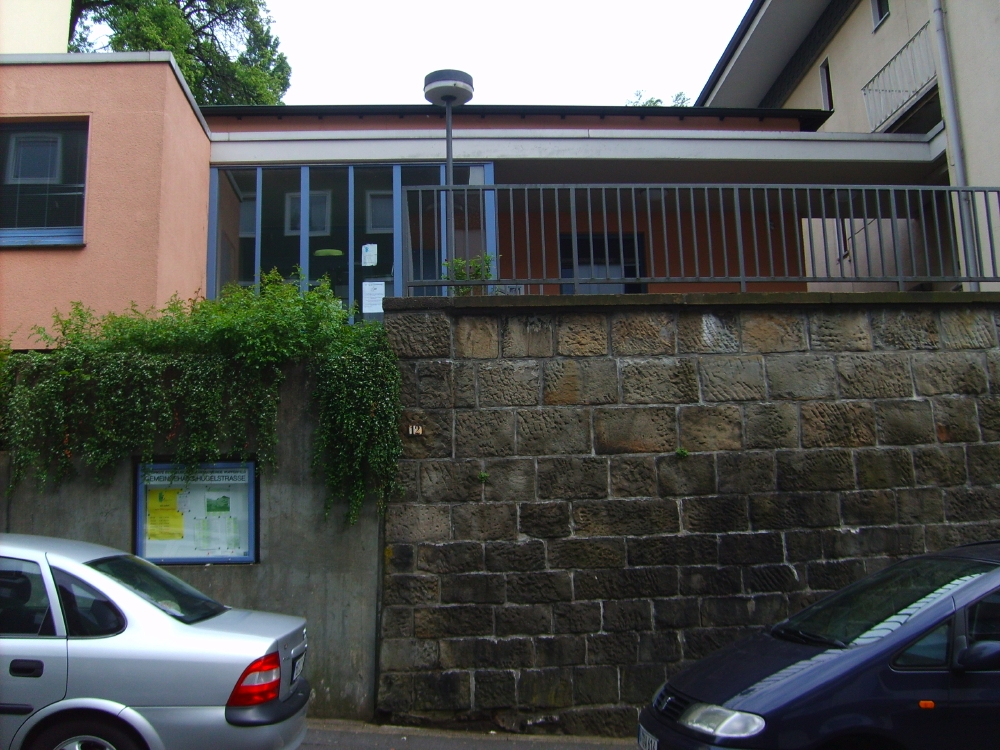
Kirchsaal Hügelstraße

### Heckinghausen
Die Vereinigte Evangelische Kirchengemeinde Heckinghausen entstand zum 1. Januar 1984 durch Vereinigung von Teilen der im Jahre 1702 gegründeten reformierten Gemeinde Gemarke und der im Jahre 1777 gegründeten lutherischen Kirchengemeinde Wupperfeld. Sie zählt im Juni 2016 2.676 Mitglieder auf dem Gebiet des Stadtteils Heckinghausen sowie Rauental und ist somit nach Küllenhahn geografisch die zweitkleinste Gemeinde im Kirchenkreis. Neben dem Paul-Gerhardt-Haus an der Rübenstraße als Gottesdienststätte und Gemeindezentrum verfügt die Gemeinde über die Auferstehungskirche am Friedhof Norrenberg als zweite Predigtstätte. Diese ist zwar in Trägerschaft des Evangelischen Friedhofsverbandes Wuppertal und wird von diesem vorrangig als Friedhofskapelle genutzt, findet aber insbesondere an Feiertagen und zu Trauungen als Gottesdienststätte der Kirchengemeinde Heckinghausen Nutzung. Zudem verfügt die Gemeinde über ein Stadtteilcafé an der Heckinghauser Straße im Zentrum des Stadtteils und mehrere seniorengerechte Wohnungen.
Ursprünglich war vorgesehen, die Kirchengemeinde Heckinghausen ab 2030 mit den beiden Ronsdorfer Gemeinden und der Gemeinde Beyenburg-Laaken zur Weggemeinschaft zusammenzuschließen, die Entscheidung darüber wurde auf Wunsch der Gemeinden in Ronsdorf und Beyenburg auf die Novembersynode 2023 verlegt.

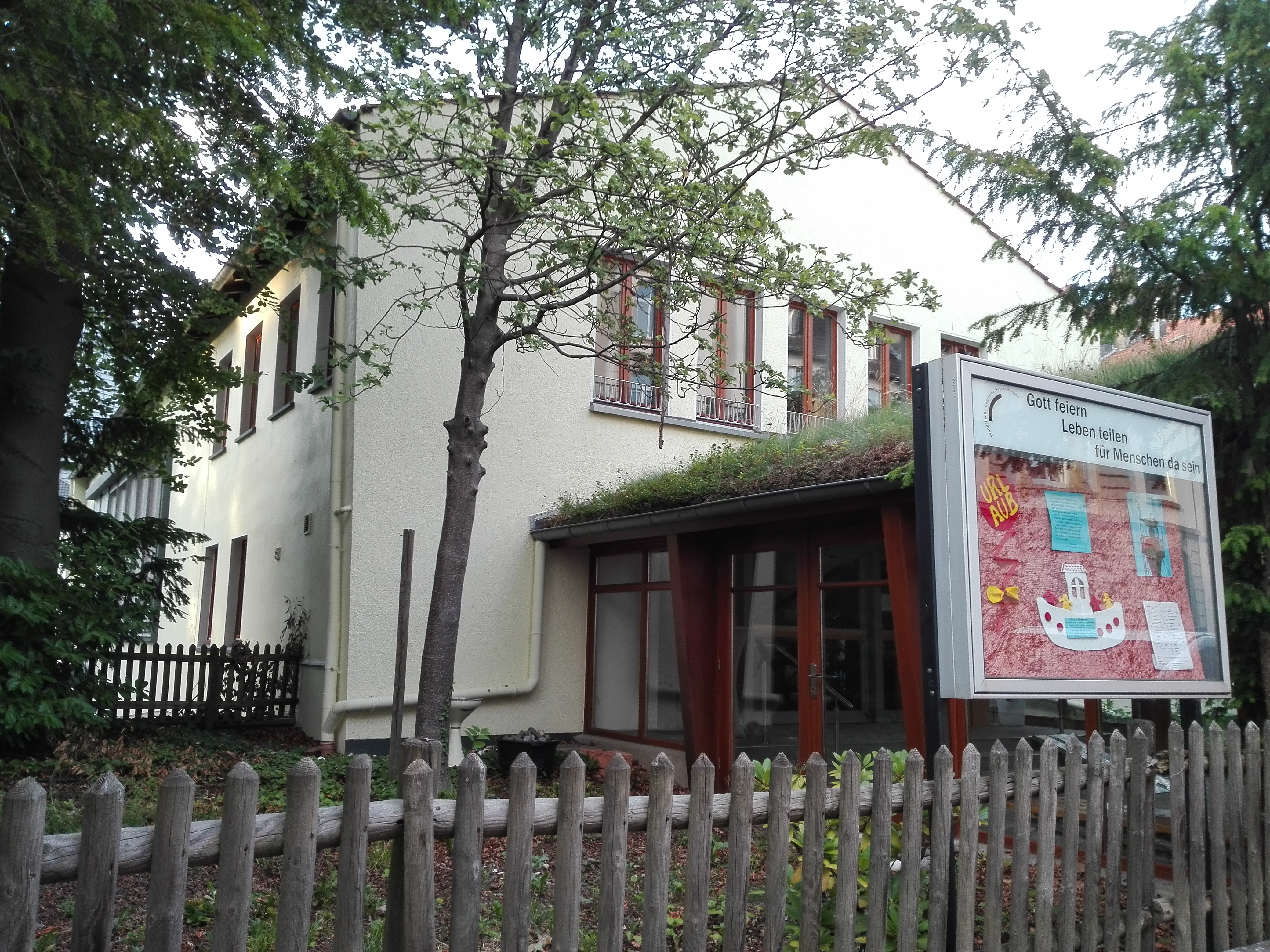
Paul-Gerhardt-Haus
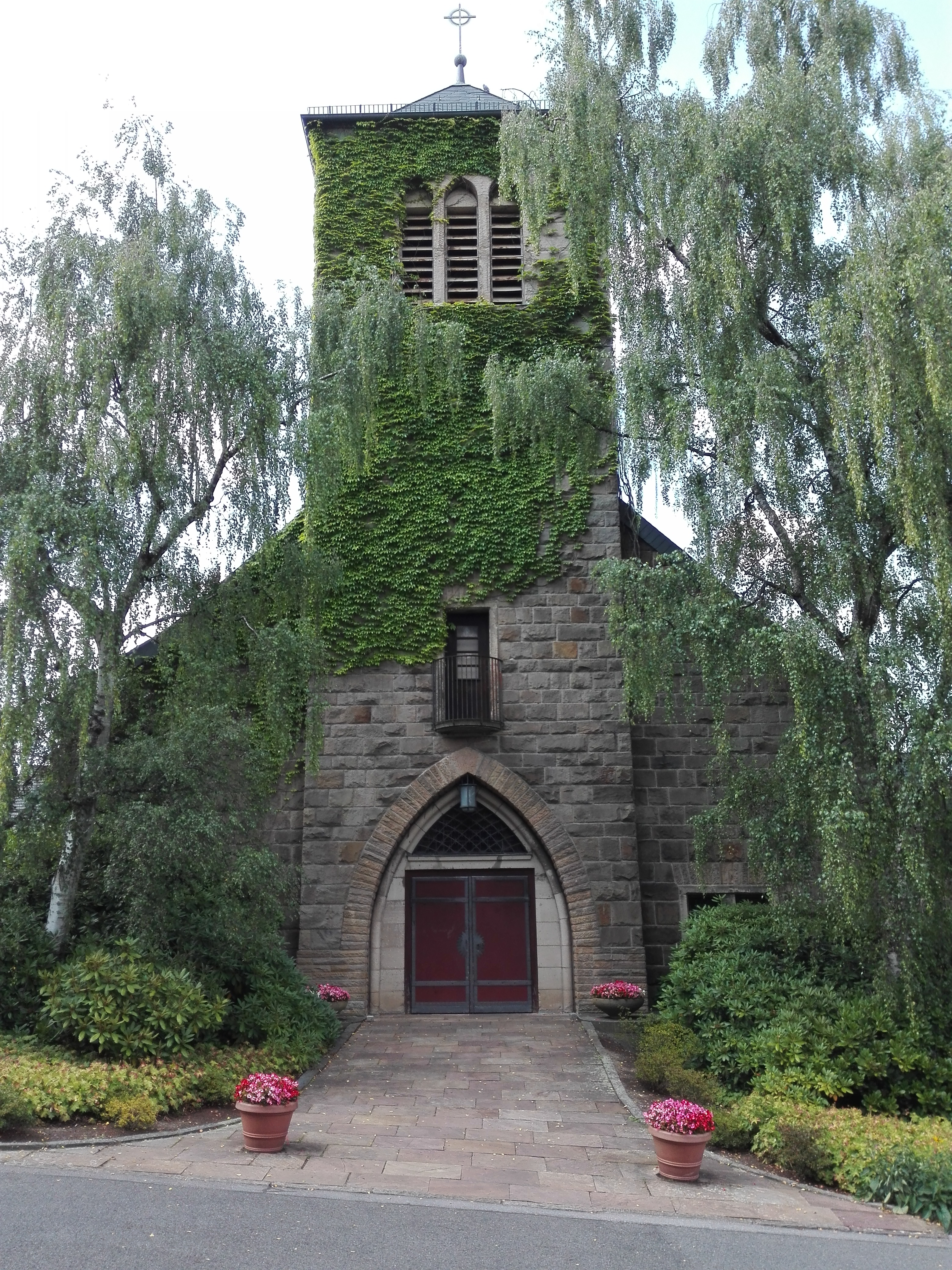
Auferstehungskirche

### Langerfeld
Das ursprünglich westfälische Langerfeld kam erst mit Stadtgründung Wuppertals zum Kirchenkreis Barmen. Im Jahre 1766 wurde die lutherische Gemeinde mit Einrichtung eines eigenen Gottesdienstsaales in der Schule Spitzenstraße selbstständig und löste sich vom Kirchspiel Schwelm. Mitte der 1920er Jahre entstanden Pfarrbezirke in Pülsöhde und auf der Hilgershöhe. Mitte 2016 zählt die Gemeinde 6.497 Mitglieder mit zwei Kirchen und Gemeindezentren. Das Gebiet der Gemeinde umfasst Langerfeld-Mitte, die Fleute, Jesinghauser Straße, die Hilgershöhe, Ehrenberg und einen kleinen Teil von Löhrerlen.
Der Zusammenschluss zur Weggemeinschaft mit den Gemeinden Schellenbeck-Einern und Wichlinghausen-Nächstebreck ist vorgesehen.

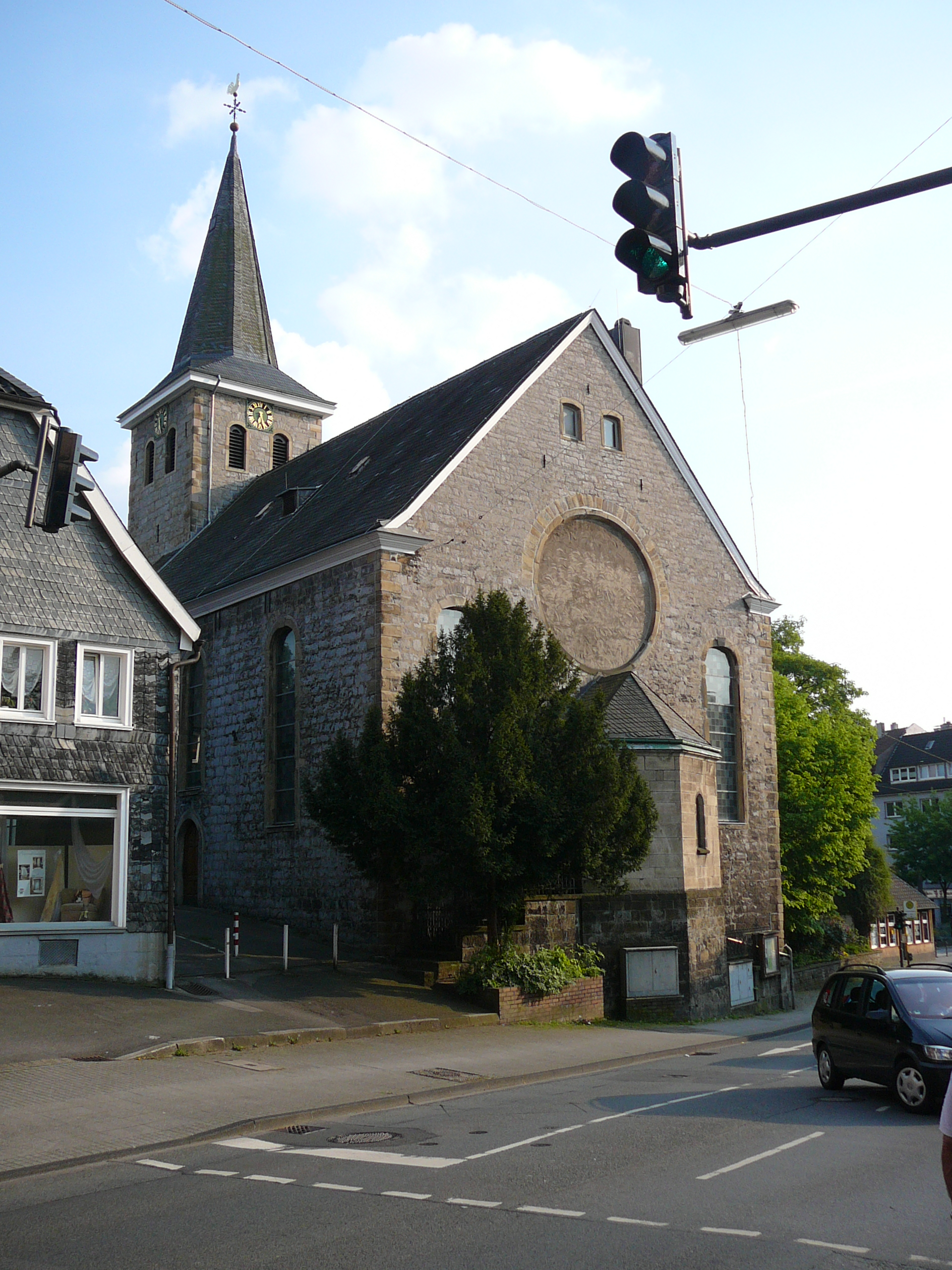
Alte Kirche Langerfeld
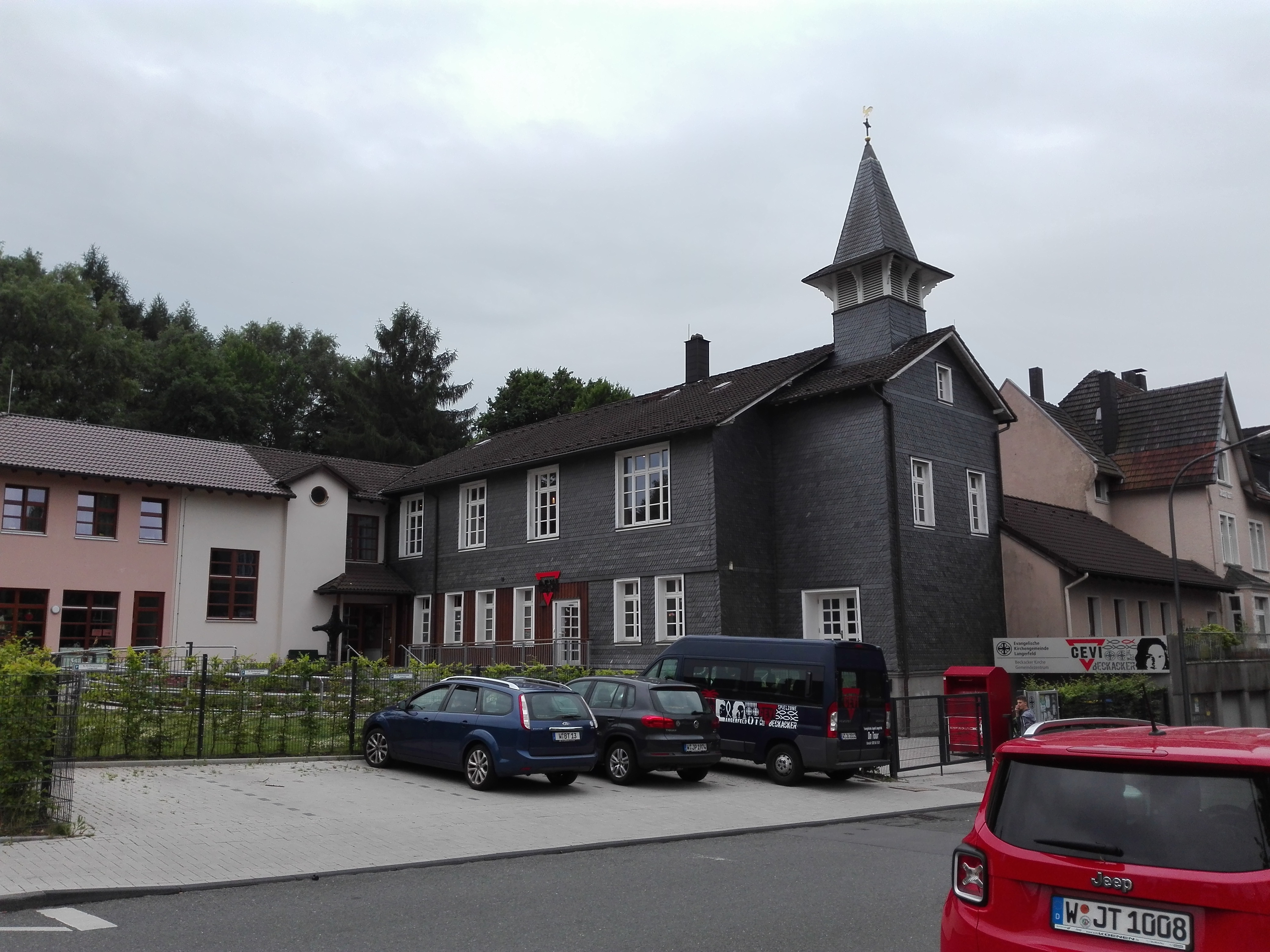
Beckacker Kirche

### Evangelische Gemeinde Ronsdorf
Die Geschichte der Evangelischen Gemeinde Ronsdorf beginnt mit der Loslösung vom Kirchspiel Lüttringhausen und dem Bau einer eigenen Kirche 1789. 1975 benannte sich die Lutherische Gemeinde in Evangelische Kirchengemeinde Ronsdorf um, um so den Bezug zur Unierten Landeskirche zu verdeutlichen. im Juni 2016 gehören zur Gemeinde 6.048 Mitglieder auf dem Gebiet des Stadtteils Ronsdorf. Nach Abriss der Paul-Gerhardt-Kirche verfügt die Gemeinde noch über die Lutherkirche am Bandwirkerplatz sowie das angeschlossene Gemeindezentrum, auch das Diakoniezentrum an der Schenkstraße befindet sich in Hand der Kirchengemeinde und beherbergt eine Kapelle.
Ab 2030 ist die Bildung einer Weggemeinschaft mit den Kirchengemeinden Beyenburg-Laaken, Heckinghausen und Ronsdorf Reformiert vorgesehen, die endgültige Entscheidung steht auf Wunsch von Ronsdorf und Beyenburg noch aus.

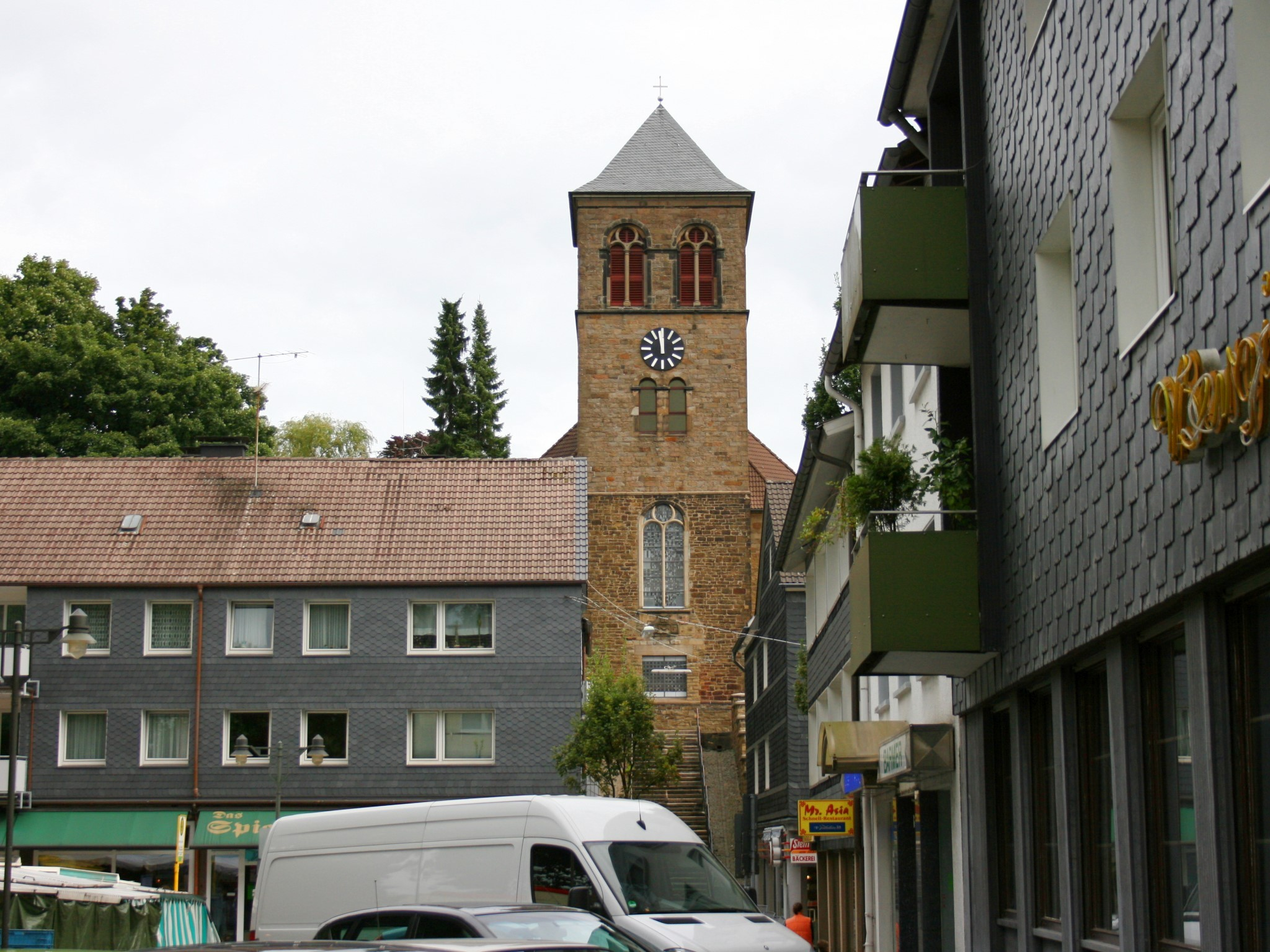
Lutherkirche

### Reformierte Gemeinde Ronsdorf
Neben der Evangelischen Gemeinde befindet sich auf dem Gebiet des Stadtteils auch die Reformierte Gemeinde Ronsdorf. Sie ist die einzige Gemeinde im Kirchenkreis mit offiziell reformierter Prägung und die einzige Stadtteilgemeinde neben einer lutherischen Gemeinde in der gesamten Rheinischen Landeskirche. Im Januar 2020 gehören ihr 2.104 Mitglieder an, womit sie die Gemeinde mit den durchschnittlich niedrigsten Kirchenaustrittszahlen im Kirchenkreis Wuppertal ist. Zur Gemeinde gehören eine Kirche sowie ein Gemeindehaus an der Kurfürstenstraße.
Ab 2030 ist die Bildung einer Weggemeinschaft mit den Kirchengemeinden Beyenburg-Laaken, Heckinghausen und Ronsdorf Evangelisch vorgesehen, die endgültige Entscheidung steht auf Wunsch von Ronsdorf und Beyenburg noch aus.

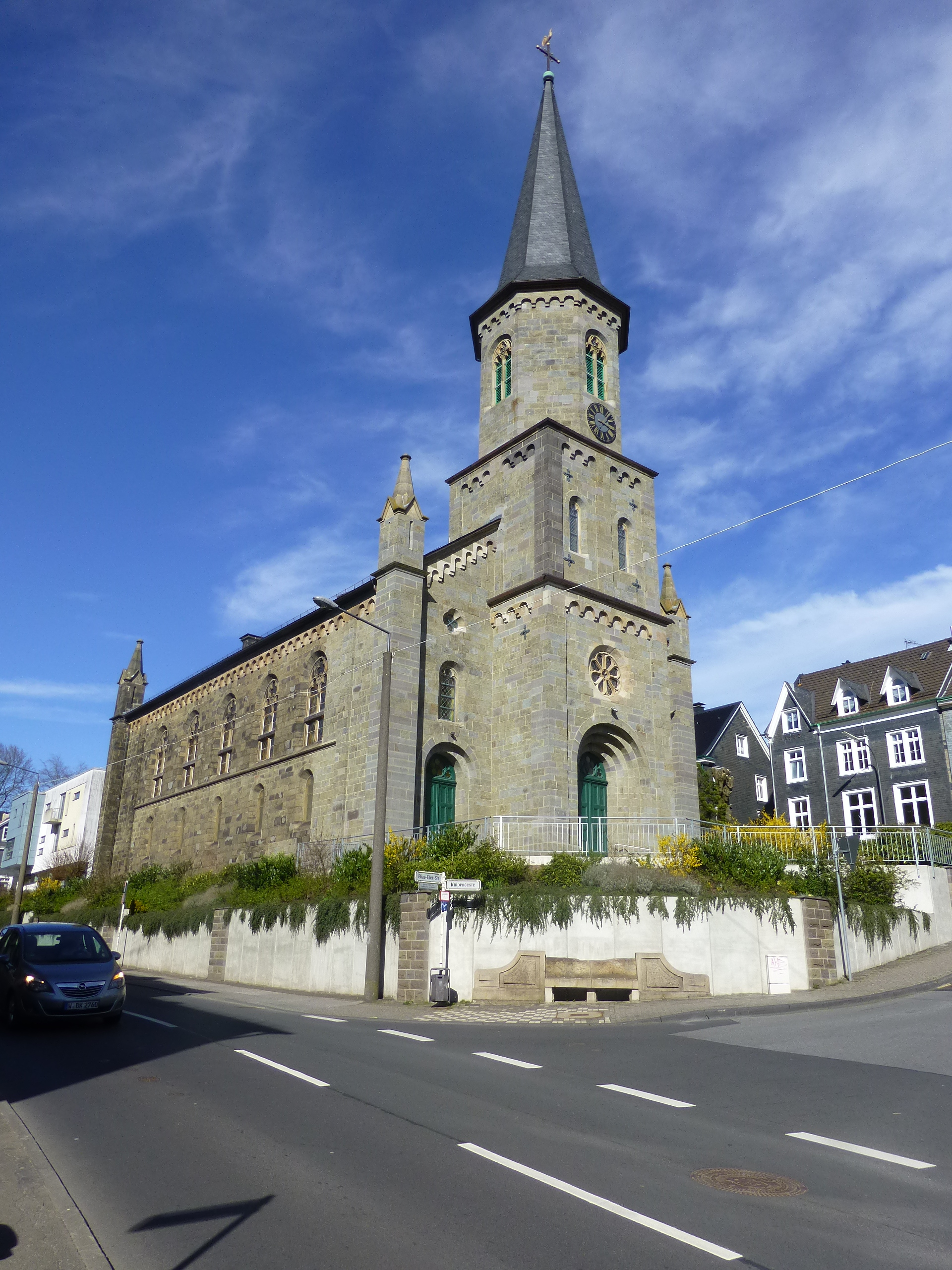
Reformierte Kirche Ronsdorf

### Schellenbeck-Einern
Die Gemeinde Schellenbeck-Einern entstand 1970 durch Herauslösung der Bezirke Schellenbeck aus der Gemeinde Nächstebreck und Einern aus der Gemeinde Herzkamp. Das Gemeindezentrum Haus der Begegnung am Stahlsberg ist Gottesdienststätte der Gemeinde, welche im Juni 2016 2.655 Mitglieder zählt.
Ab 2030 ist die Bildung einer Weggemeinschaft zusammen mit den Kirchengemeinden Wichlinghausen-Nächstebreck und Langerfeld vorgesehen.

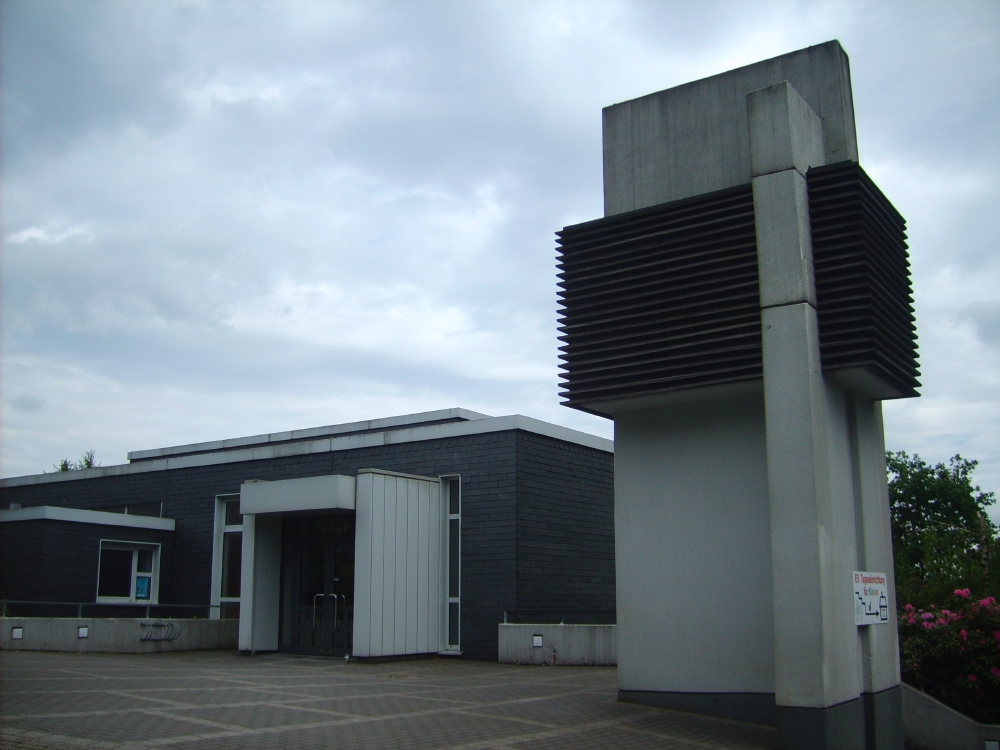
Haus der Begegnung

### Sonnborn
Die Gemeinde Sonnborn ist die älteste Kirchengemeinde im Kirchenkreis. Seit 1539 steht die Gemeinde in reformierter Tradition, vormals reichte die Geschichte des Christentums in Sonnborn bis in das neunte Jahrhundert zurück. 1886 trennte sich Vohwinkel von Sonnborn ab, Hammerstein folgte 1956. Nach Schließung der Markuskirche im Ortsteil Lüntenbeck verfügt die mittlerweile unierte Gemeinde über eine verbliebene Kirche sowie ein Gemeindehaus an der Kirchhofstraße. Auch ein Pfarrhaus befindet sich im Gemeindebesitz. Zum Gebiet der Kirchengemeinde gehören neben dem Ortsteil Sonnborn und der Lüntenbeck auch der Ortsteil Buchenhofen und der Staatsforst Burgholz, dessen südliche Gebiete zu den Gemeinden Cronenberg und Küllenhahn fallen. Mitte 2016 zählte die Gemeinde 3.608 Mitglieder.
Ab 2030 wird die Gemeinde zur Weggemeinschaft zusammen mit der Kirchengemeinde Vohwinkel zusammengeschlossen.

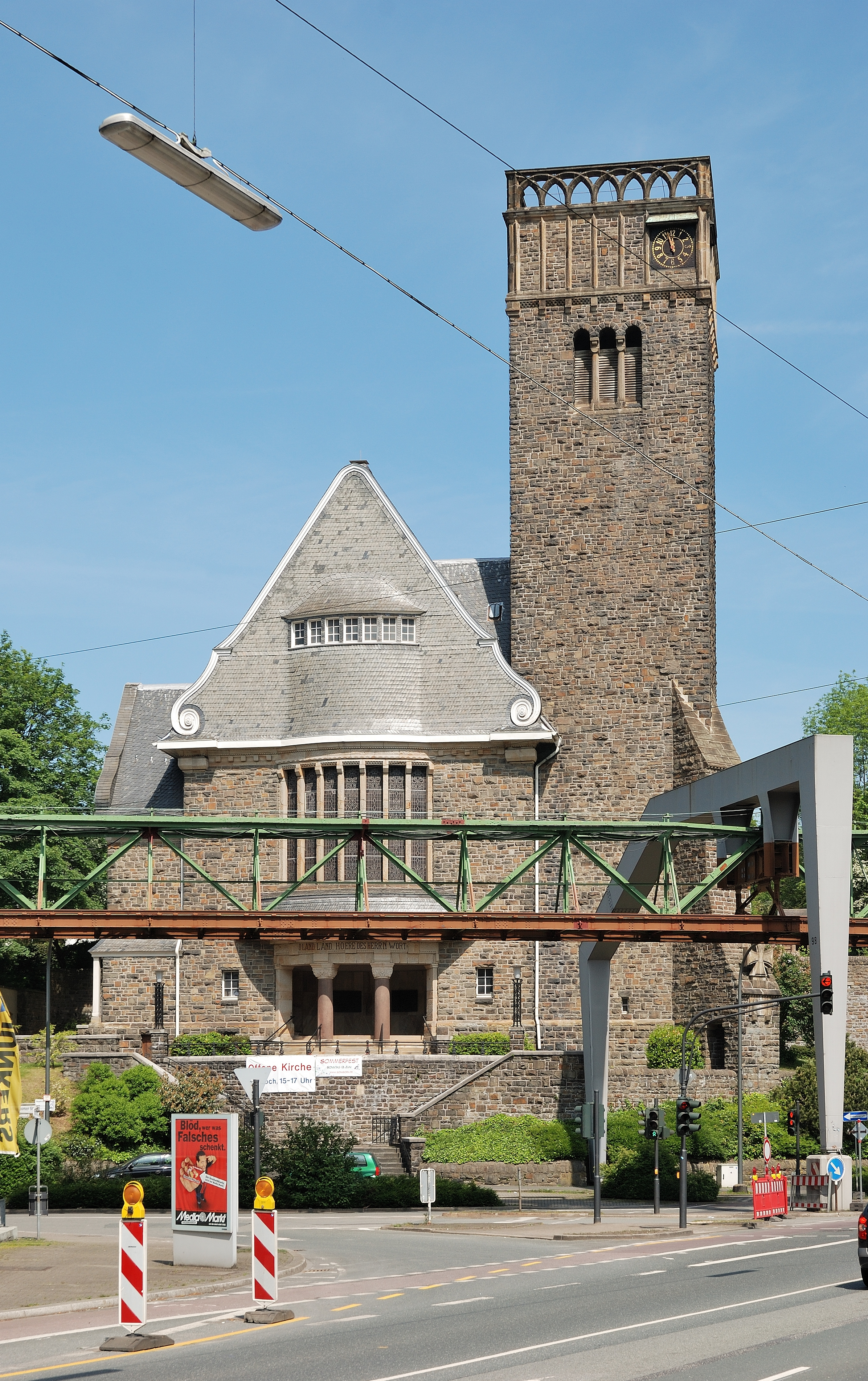
Sonnborner Hauptkirche

### Uellendahl-Ostersbaum
Die Kirchengemeinde Uellendahl-Ostersbaum entstand zum 1. Januar 2007 durch Fusion der Kirchengemeinden Elberfeld-Ost und Uellendahl. Sie erstreckt sich über die Ortsteile Uellendahl-West, Uellendahl-Ost und Ostersbaum. Zur 6.809 Mitglieder starken Gemeinde gehören zwei Kirchen und drei Gemeindezentren, davon das Gemeindezentrum Röttgen ebenfalls als Gottesdienststätte.
Die Bildung einer Weggemeinschaft mit den Kirchengemeinden Elberfeld-West, -Nord und Südstadt ab 2030 ist vorgesehen.

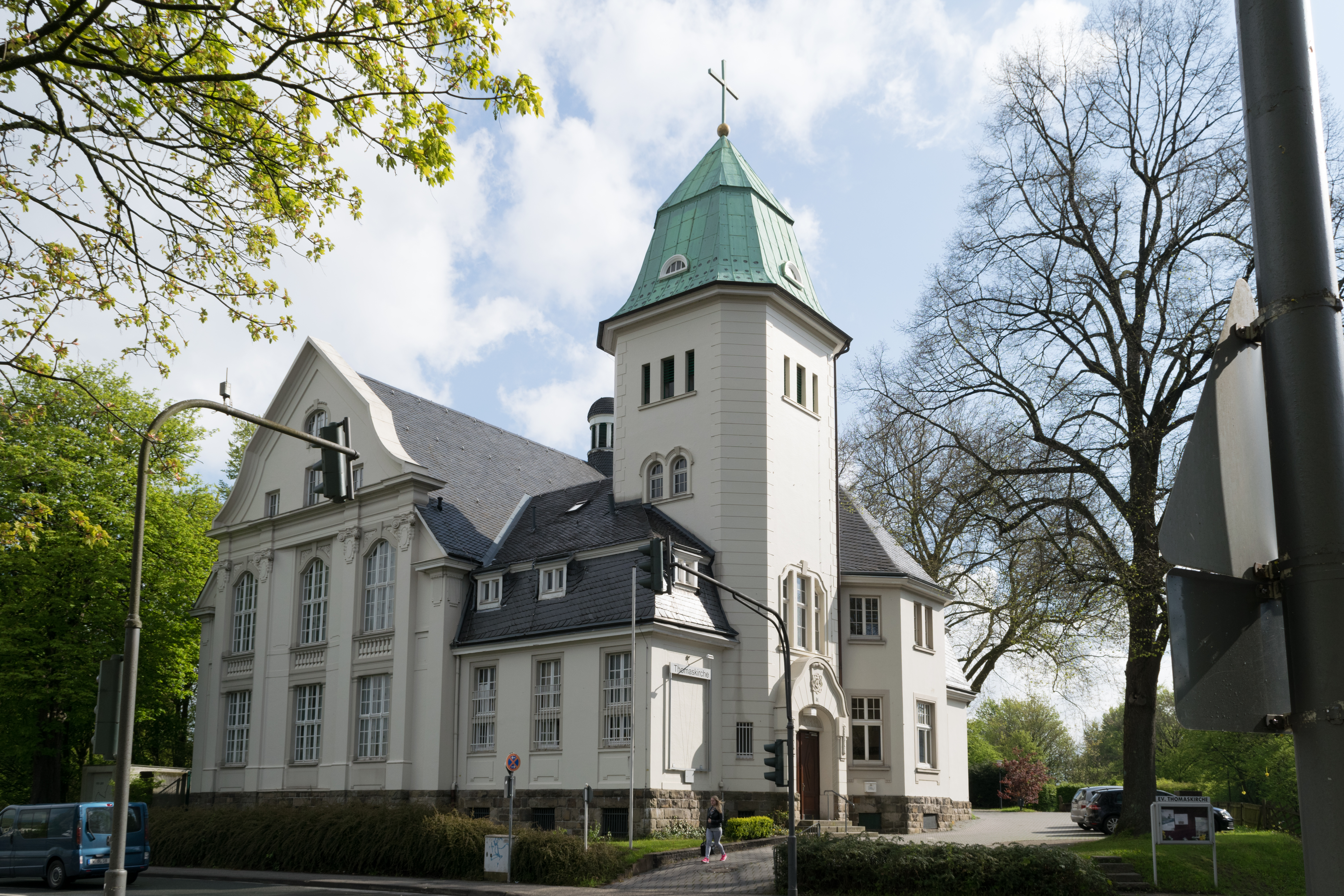
Thomaskirche
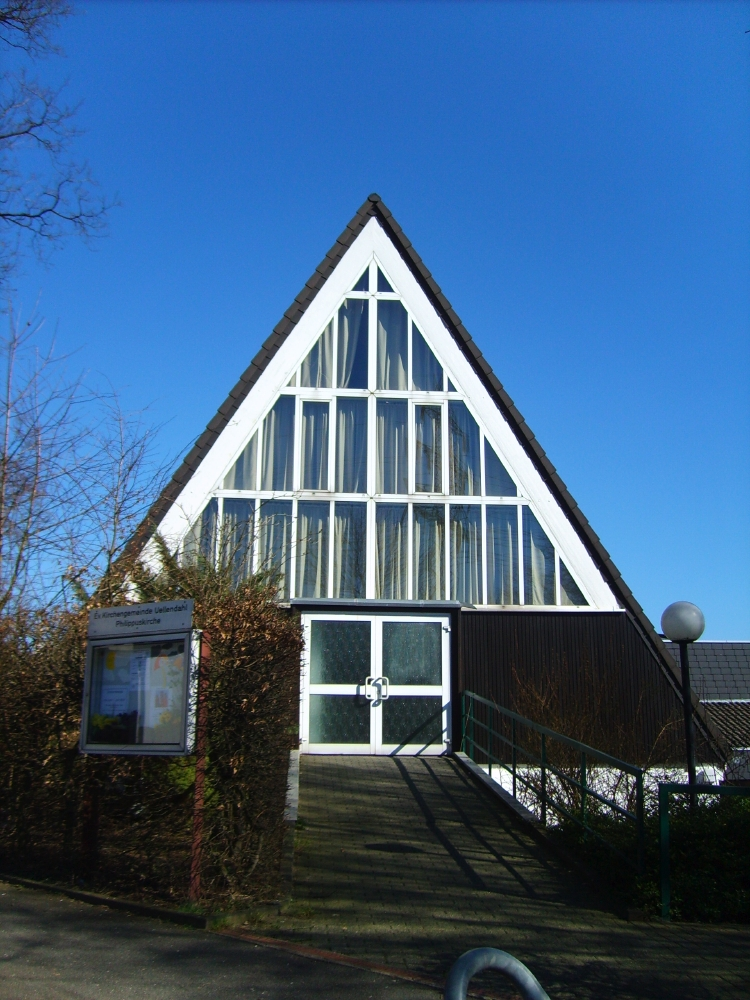
Phillipuskirche
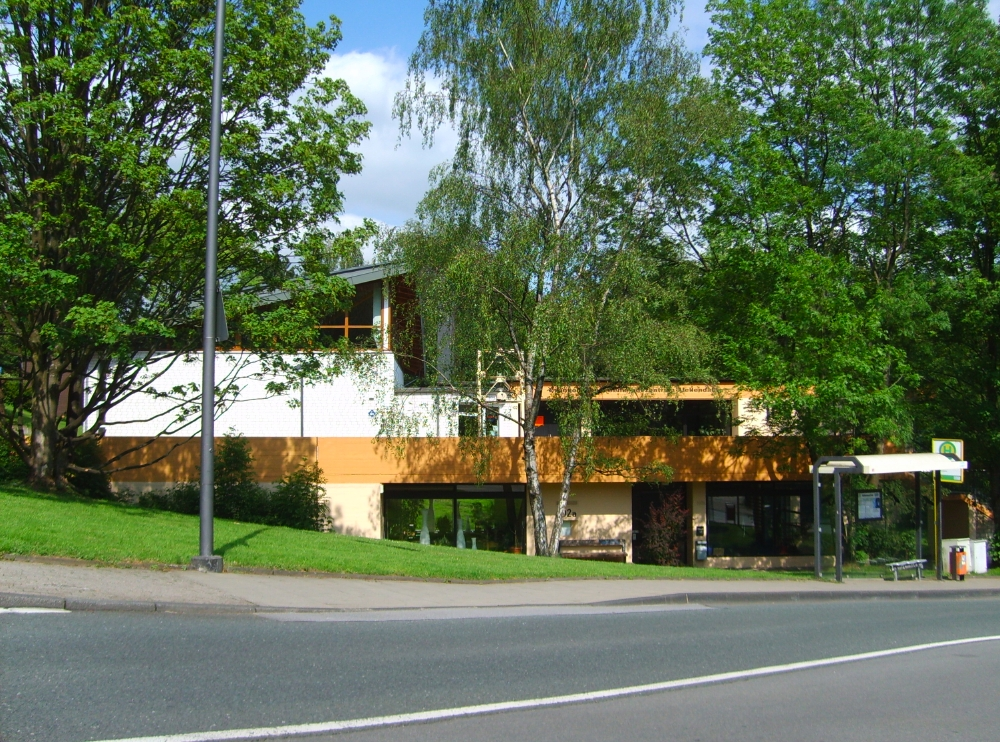
Gemeindezentrum Röttgen

### Unterbarmen
Die Geschichte der Vereinigt-evangelischen Gemeinde Unterbarmen beginnt 1822 mit Gründung der bereits damals unierten Gemeinde Unterbarmen. Aufgrund der hohen Anzahl an Pfarrstellen wurde die Gemeinde mit nunmehr sieben Gottesdienststätten 1964 in die vier eigenständigen Kirchengemeinden Unterbarmen Mitte, Unterbarmen West, Unterbarmen Süd und Unterbarmen Ost aufgeteilt. Im Juli 2006 erfolgte die Vereinigung der drei Gemeinden Mitte, West und Ost zur Vereinigten Evangelischen Kirchengemeinde Unterbarmen, wobei die Gemeinde Unterbarmen Süd unabhängig blieb. Die Gemeinde verfügt über drei Kirchen und ein zentrales Gemeindehaus an der Martin-Luther-Straße und zählte am 30. Juni 2016 7.396 Gemeindeglieder. Zum Gebiet der Gemeinde gehören die Ortsteile Friedrich-Engels-Allee, Kothen, der Rott, Teile des Sedansbergs, der Loh, Clausen und Hesselnberg.
Ab 2030 ist die Kirchengemeinde Unterbarmen Teil der zusammengeschlossenen Weggemeinschaft mit den Gemeinden Unterbarmen Süd und Gemarke-Wupperfeld.

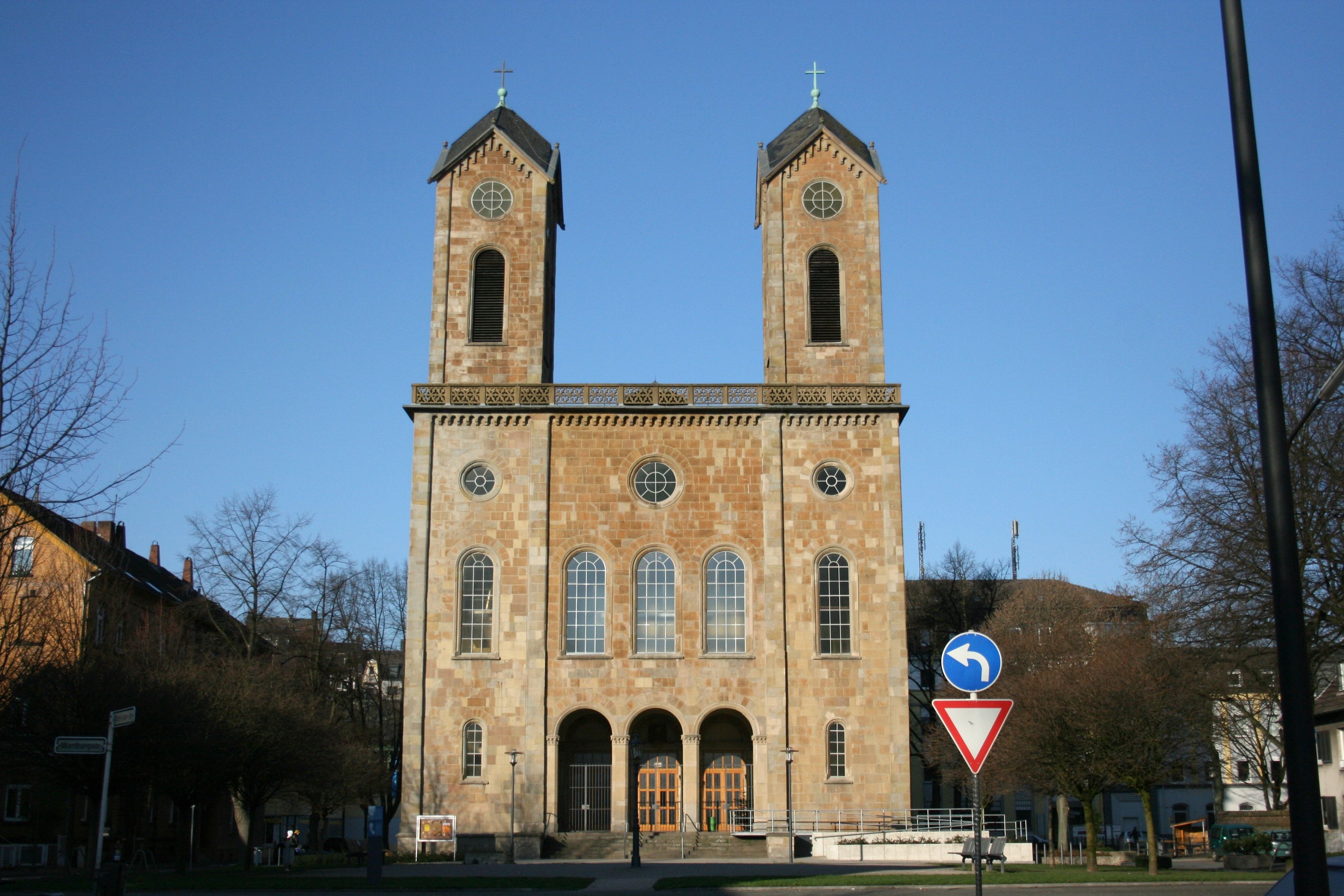
Unterbarmer Hauptkirche
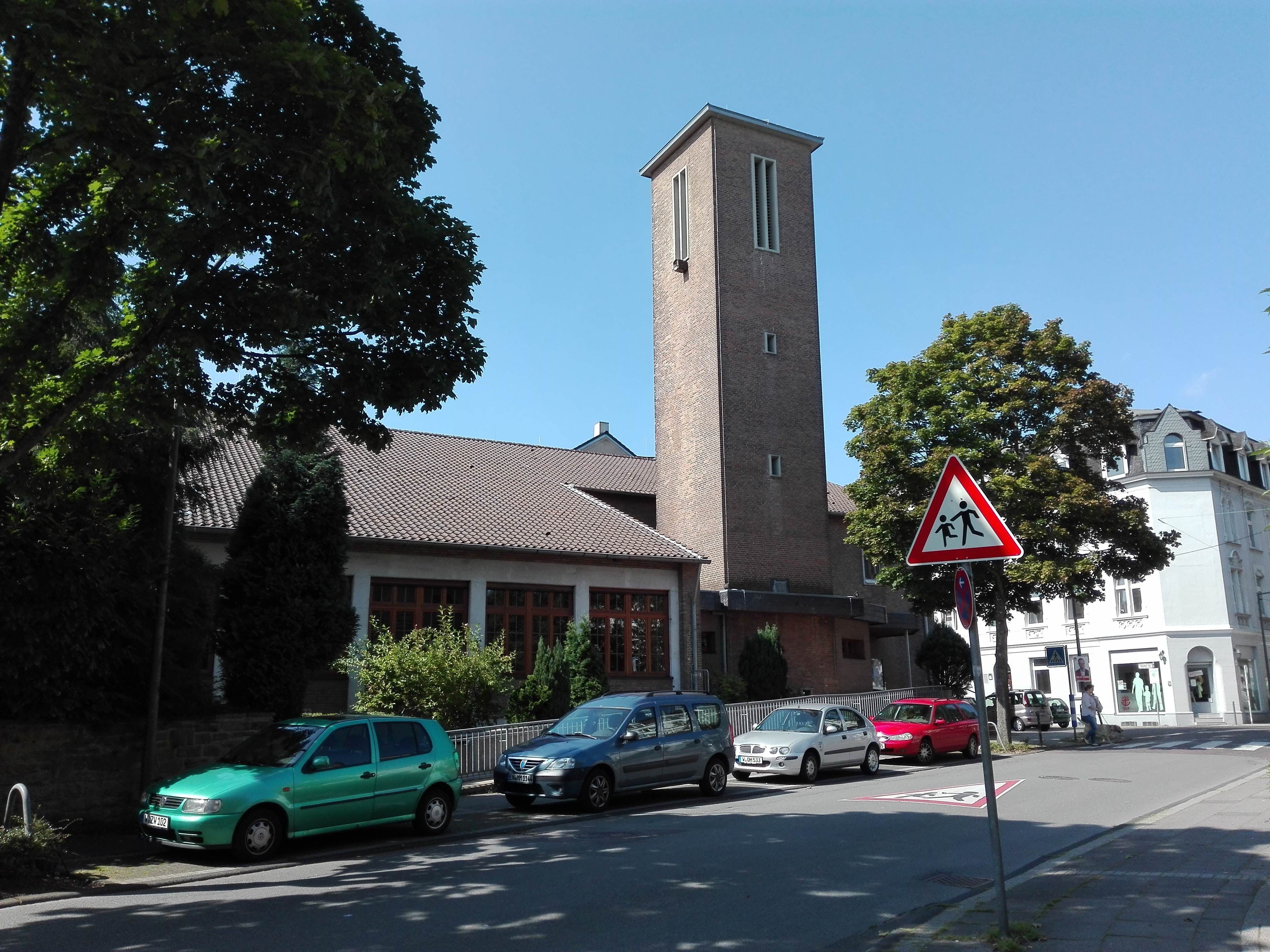
Rotter Kirche
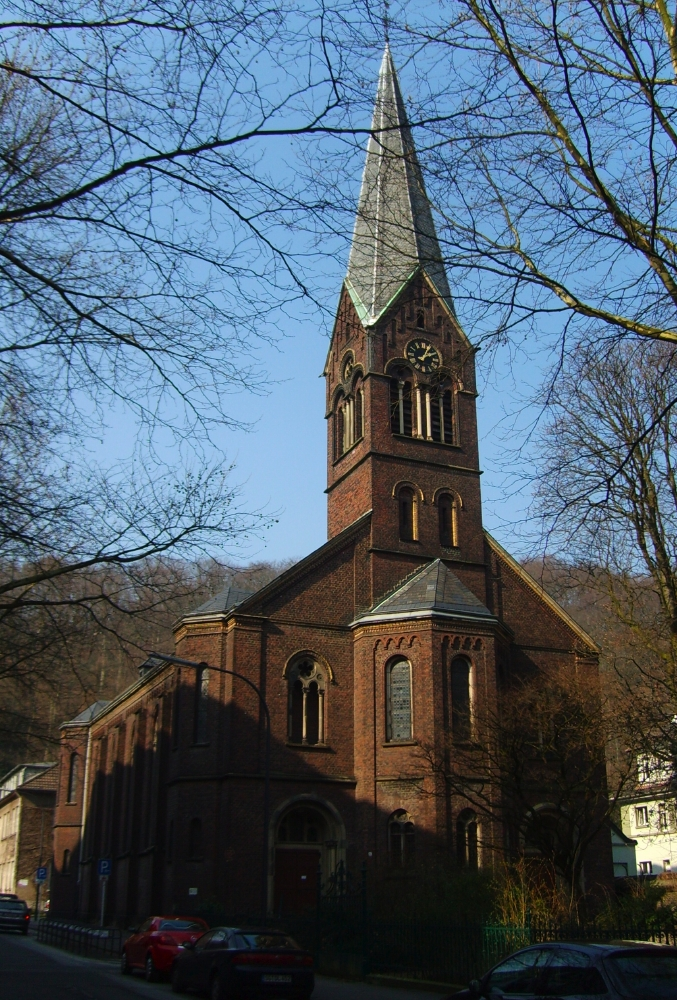
Pauluskirche

### Unterbarmen Süd
Die Evangelische Kirchengemeinde Unterbarmen Süd entstand 1964 durch Teilung der alten Gemeinde Unterbarmen aus den ehemaligen Südbezirken. Sie verfügt über eine Kapelle sowie ein Gemeindezentrum als Gottesdienststätte und zählte im Juni 2016 4.240 Mitglieder; Das Gebiet der Gemeinde beschränkt sich allerdings auf das Barmer Wohnquartier Lichtenplatz und wenige Teile vom Kothen.
Ab 2030 ist die Kirchengemeinde Unterbarmen Süd Teil der zusammengeschlossenen Weggemeinschaft mit den Gemeinden Unterbarmen und Gemarke-Wupperfeld.

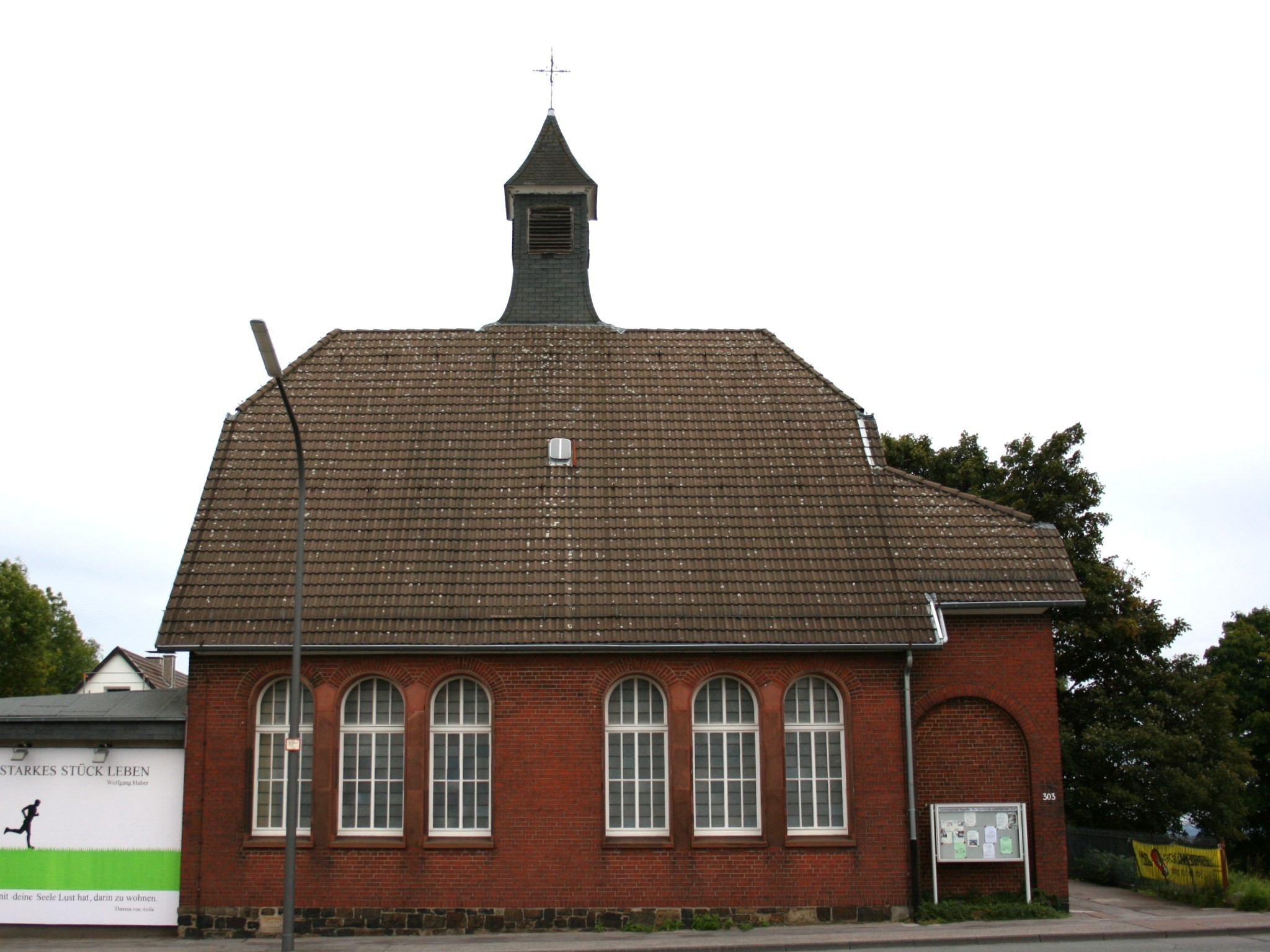
Lichtenplatzer Kapelle
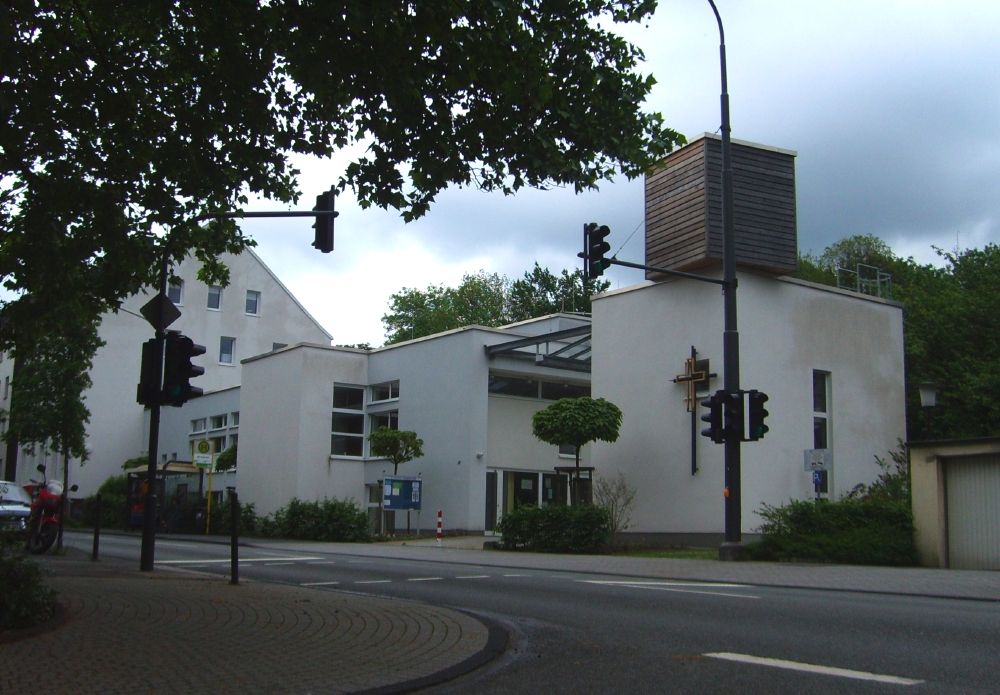
Gemeindezentrum Petruskirche/Meckelstraße

### Vohwinkel
Die Gemeinde Vohwinkel entstand 1886 durch Abspaltung von der Muttergemeinde Sonnborn. Nach einer lang anhaltenden Expansionsphase mit dem Bau der Kirche auf dem Bremkamp musste die Gemeinde sich im Jahr 2007 mit der 1955 ebenfalls von Sonnborn abgespaltenen Gemeinde Hammerstein vereinigen, seitdem besteht die Gemeinde Hammerstein als Ostbezirk weiter. Das Gebiet der Gemeinde erstreckt sich über die Ortsteile Vohwinkel-Mitte, Osterholz, Tesche, Industriestraße, Westring, Höhe und Schrödersbusch. Zur Gemeinde gehören im Juni 2016 7.719 Gemeindemitglieder und eine Kirche mit zwei Gemeindezentren (Gemeindehaus Gräfrather Straße und Kirchsaal Lessingstraße (nur in seltener Benutzung)).
2030 wird die Gemeinde Vohwinkel zusammen mit der Gemeinde Sonnborn zur Weggemeinschaft zusammengeschlossen.

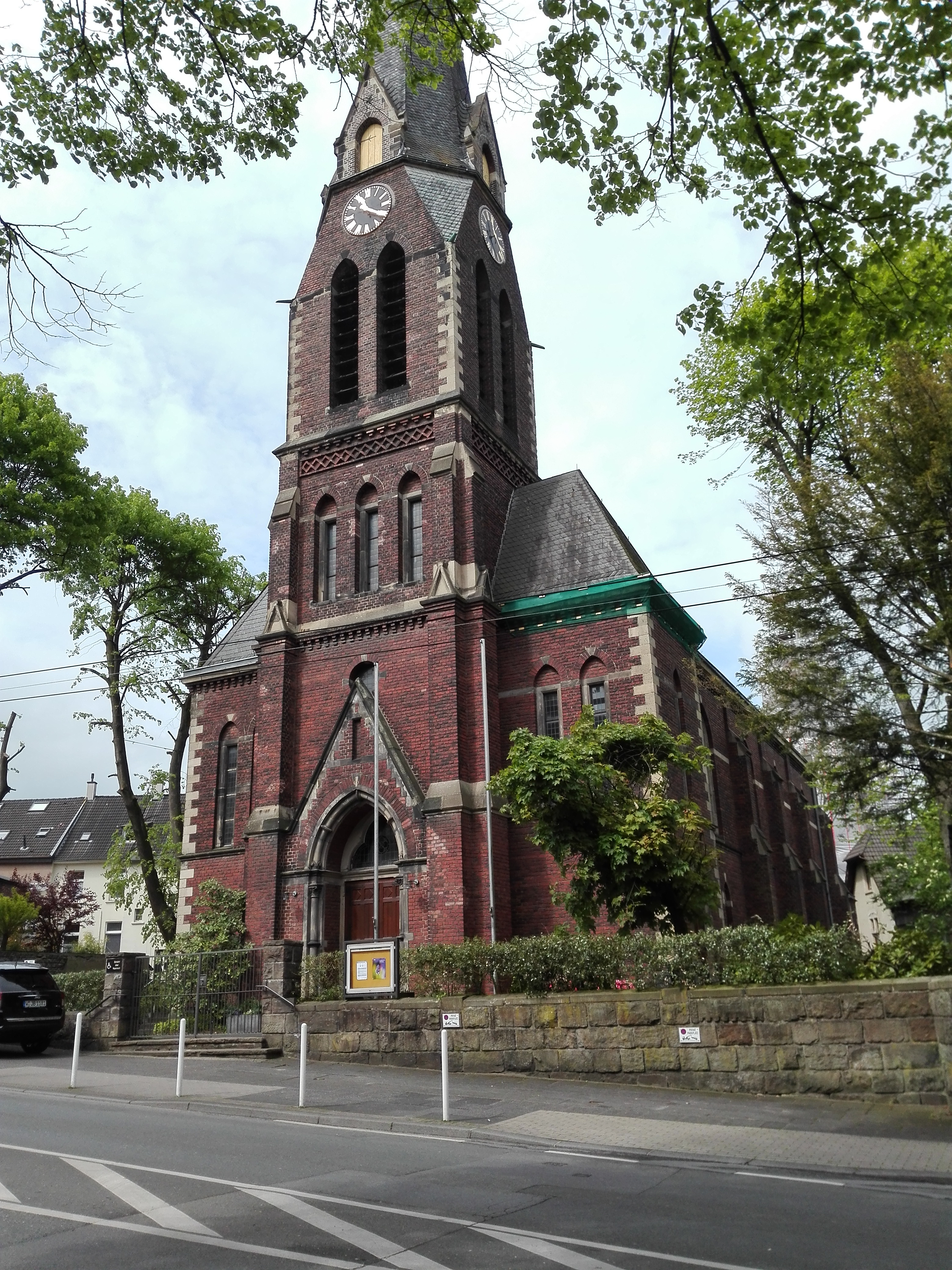
Kirche Gräfrather Straße

### Wichlinghausen-Nächstebreck
Die Kirchengemeinde Wichlinghausen entstand 1744 als Lutherische Kirchengemeinde durch Abspaltung vom Kirchspiel Schwelm. Die seitdem eine lutherische Hochburg im durchweg reformiert geprägten Wuppertal darstellende Kirchengemeinde vereinigte sich 1984 mit der reformierten Gemeinde des Stadtteils. 2003 erfolgte die Vereinigung mit der Kirchengemeinde Nächstebreck und die Umbenennung in Evangelische Kirchengemeinde Wichlinghausen-Nächstebreck. Nach Schließung der Wichlinghauser Kirche verfügt die Gemeinde über zwei Kirchen und ein Gemeindehaus sowie ein Jugendhaus an der Westkotter Straße. Sie zählte Mitte 2016 6.914 Mitglieder und ist somit die Gemeinde mit dem höchsten Mitgliederschwund im Kirchenkreis.
Die Bildung einer Weggemeinschaft zusammen mit den Kirchengemeinden Langerfeld und Schellenbeck-Einern ab 2030 ist vorgesehen.

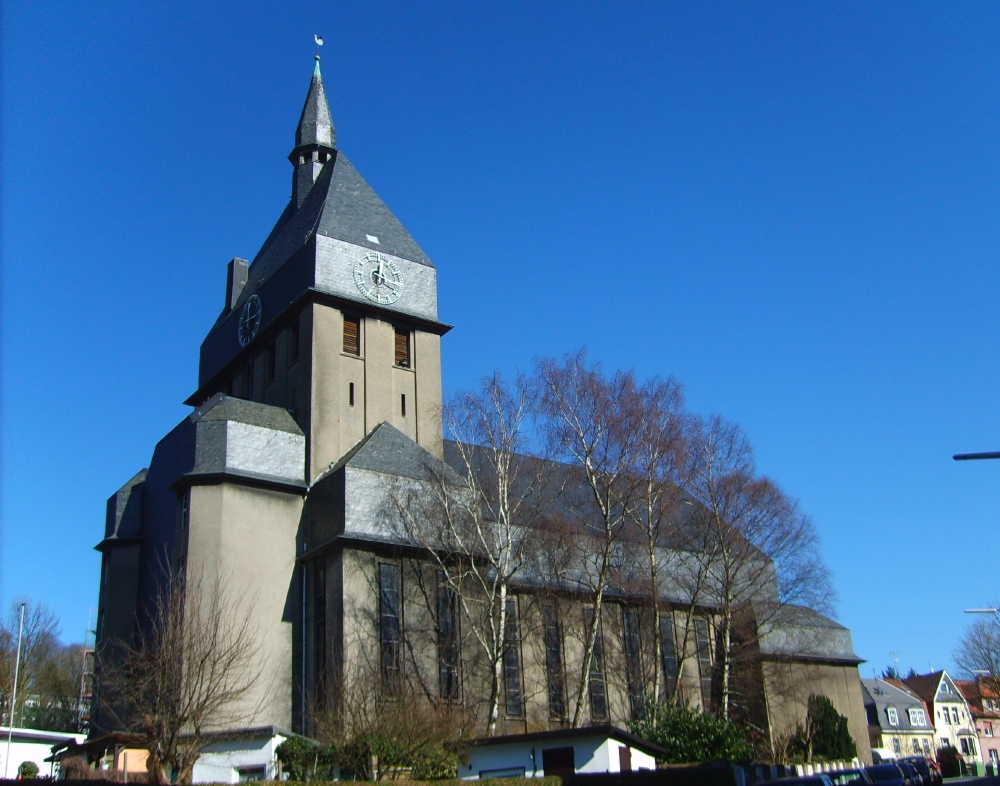
Erlöserkirche
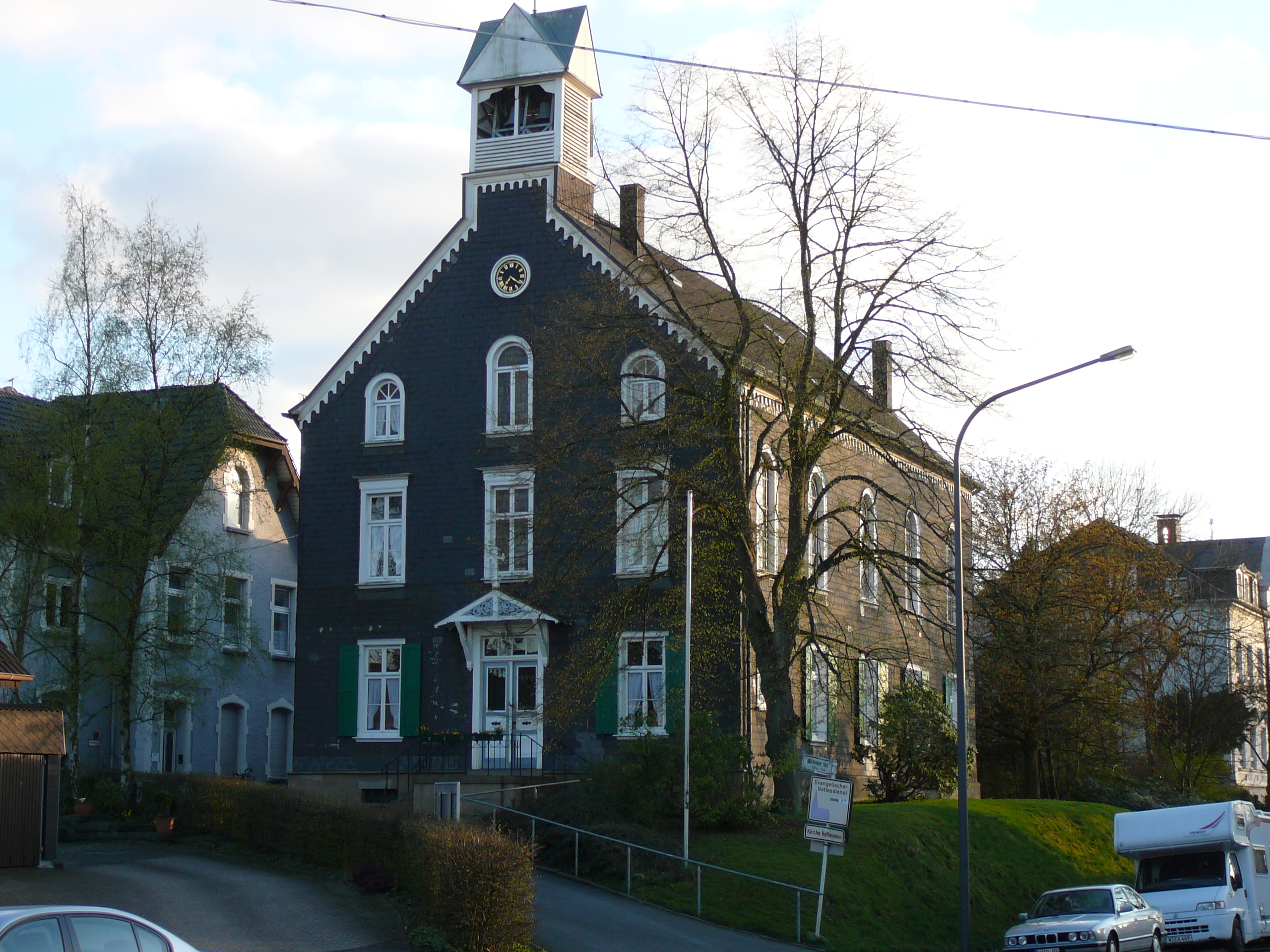
Hottensteiner Kirche

## Kirchengemeinden außerhalb des Kirchenkreises
Ebenfalls auf dem Stadtgebiet Wuppertals befindet sich die Kirchengemeinde Dönberg sowie ein Teil der Kirchengemeinde Gruiten-Schöller. Durch ihre späte Eingemeindung nach Wuppertal 1975 sind sie nach wie vor Teil des benachbarten Kirchenkreises Niederberg. Der geographischen Vollständigkeit halber werden sie auch hier gesondert aufgeführt.

### Gruiten-Schöller
Die reformierte Kirchengemeinde Schöller ist die älteste Kirchengemeinde der Stadt. Sie entstand als Lehen des Klosters Corvey und wurde bewirtschaftet durch die Herren von Schöller. Bereits 1530 wurde in Schöller nach reformierter Art gepredigt, womit die Gemeinde als reformierte Gemeinde neun Jahre älter als die oft als "älteste reformierte Gemeinde Wuppertals" bezeichnete Kirchengemeinde Sonnborn. Zum Gebiet der Gemeinde gehört der Vohwinkeler Ortsteil Schöller-Dornap.
Nach fast 500 Jahren wurde am 25. Juni 2017 mit Barbara Schröder-Möring die letzte Pfarrerin aus Schöller verabschiedet und die Pfarrstelle nicht neu besetzt. Die nur 320 Mitglieder zählende Gemeinde wird in ihrer Eigenständigkeit früher als geplant noch vor dem 500-jährigen Jubiläum 2030 aufgelöst. Angedachte Fusionspläne mit den Kirchengemeinden Wülfrath-Düssel oder Vohwinkel wurden verworfen, im Januar 2019 fusionierte man mit der Kirchengemeinde Gruiten.

### Dönberg
Das Gebiet Dönbergs gehörte in Teilen zu den Kirchengemeinden Elberfeld, Langenberg und Neviges. Erst 1872 wurde die Kirchengemeinde Dönberg mehrere Jahrzehnte nach dem Bau der Evangelischen Kirche Dönberg 1846 selbstständig.
Zur 2.400 Mitglieder zählenden Gemeinde gehören neben der Kirche und dem Kindergarten ein Ensemble aus Gemeindehaus, Pfarrhaus und dem Seniorentreff. Darüber hinaus sind auch ein Eine-Welt-Laden und eine öffentliche Spielwiese im Gemeindebesitz.